# XII съезд РКП(б)
XII съезд Российской коммунисти́ческой па́ртии (большевико́в) проходил в Москве с 17 апреля по 25 апреля 1923.
В работе съезда приняло участие 875 делегатов, из них 458 — с решающим голосом, 417 — с совещательным голосом, представляющих 386 тысяч членов партии;
Это был первый из съездов РКП(б), в котором по болезни не принимал участия В. И. Ленин, и последний, состоявшийся при его жизни.

## Порядок дня
- Политический отчёт ЦК (Г. Е. Зиновьев);
- Организационный отчёт ЦК (И. В. Сталин);
- Отчёт ревизионной комиссии (В. П. Ногин);
- Отчёт Центральной контрольной комиссии (М. Ф. Шкирятов);
- Отчёт Российского представительства в Исполкоме Коминтерна (Н. И. Бухарин);
- О промышленности (Л. Д. Троцкий);
- Национальные моменты в партийном и государственном строительстве (И. В. Сталин);
- Налоговая политика в деревне (Л. Б. Каменев, М. И. Калинин, Г. Я. Сокольников);
- О районировании (А. И. Рыков);
- Выборы центральных органов партии.

## Обстановка в стране во время съезда
На момент открытия съезда прошло уже около двух лет НЭПа. Он принёс свои плоды: затухла волна «зелёных» крестьянских восстаний, деревня начала увеличивать посевы. Был преодолён страшный голод 1921—1922 годов, ставший одним из последствий радикальных экспериментов режима военного коммунизма.
Тогда как НЭП считался уступкой крестьянскому большинству, отношение к нему заводских рабочих, традиционно считавшихся основной социальной базой большевизма, было не столь радужным. По мнению историка Э. Х. Карра, от НЭПа выигрывала, в первую очередь, мелкая кустарная промышленность: она была лучше ориентирована на нужды крестьян, и меньше пострадала от войны. Для первых лет НЭПа была характерной «анархическая» конкуренция между заводами, сбивавшая цены в интересах деревни. К 1923 году ей на смену пришло прямо противоположное явление — искусственное завышение цен на промышленные товары в ущерб продовольственным; с лёгкой руки Троцкого, это явление было названо «ножницами цен».
Резко усилилось имущественное расслоение, что противоречило официально декларируемому принципу «всеобщего равенства». В стране появился целый социальный слой «новой буржуазии» — нэпманов. Уже к 1922 году вновь вернулись даже такие черты «старого режима», как проститутки на улицах.
Вместе с отказом от военного коммунизма вернулась и безработица, к 1923 году ставшая уже заметной. Все эти факторы приводили к антинэповским, левацким настроениям среди рабочих. Один из лидеров разгромленной «рабочей оппозиции» иронически расшифровывал НЭП, как «новую эксплуатацию пролетариата».
В то же время внешнее положение Советской России упрочилось. Возобновилась полноценная внешняя торговля, прерванная войной. Началась полоса признаний большевистского правительства иностранными державами, в 1922 году прошли трудные переговоры на Генуэзской конференции.
Вместе с тем правящая партия оказалась на пороге серьёзного политического кризиса, связанного с отходом от дел своего лидера и основателя, В. И. Ленина. 10 марта 1923 года он перенёс третий инсульт, и окончательно прекратил политическую деятельность. Несмотря на звучавшие на съезде многочисленные пожелания скорейшего выздоровления, Ленин медленно умирал. Его отсутствие заставило «повиснуть в воздухе» некоторые вопросы, которыми лидер большевиков занимался непосредственно перед инсультом.
В 1922 году Ленин уже был тяжело болен, и на несколько месяцев отходил от дел. Вернувшись в политику в конце года, он обнаружил, что в его отсутствие ЦК принял по некоторым вопросам совсем не те решения, какие бы ему хотелось. Одним из таких поводов для разногласий стал вопрос о монополии внешней торговли, в которой ЦК, в отсутствие Ленина, принял ряд послаблений.
Другим вопросом стало национально-государственное устройство советской федерации. Во время Гражданской войны большевики основали до нескольких десятков разнообразных советских республик и ревкомов, которые неоднократно переформировывались по мере продвижения фронтов. С окончанием войны ситуация стала двусмысленной: существовавшие на тот момент советские республики (Российская, Украинская, Белорусская и Закавказская) формально считались независимыми, хотя на деле была установлена однопартийная система, при которой республиканские компартии входили в РКП(б) на правах местных организаций. Единым также было командование РККА и ряд наркоматов; на Генуэзской конференции 1922 года ряд национальных окраин делегировал РСФСР право представлять свои интересы.
Необходимость урегулирования отношений между советскими республиками стала очевидной. Нарком по делам национальностей И. В. Сталин по поручению ЦК подготовил свои предложения. Предложенный им «великодержавный», централизаторский проект предполагал включение национальных окраин в состав РСФСР на правах автономий. Окраины должны были лишиться всех внешних атрибутов независимости; в названии советской федерации должно было появиться слово «Российская». Часть «националов» приняла этот проект, тогда как на Украине и Грузии он вызвал заметное сопротивление.
Особенно сложной была ситуация на родине Сталина, в Грузии. Большинство ЦК Компартии Грузии потребовало расформирования продвигавшейся центром Закавказской республики, и вхождения Грузии в состав советской федерации на правах союзной республики, с сохранением «независимости». Конфликт в партийных кругах дошёл до рукоприкладства: уполномоченный центра, глава Закавказского краевого комитета РКП(б) Орджоникидзе избил грузинского коммуниста Кобахидзе, назвавшего его «сталинским ишаком» (см. грузинское дело). 19 октября 1922 года Заккрайком снял со своего поста одного из руководителей ЦК Компартии Грузии М. Окуджаву, после чего весь ЦК грузинской компартии в знак протеста подал в отставку.
В ответ Сталину удалось сформировать официальную комиссию ЦК РКП(б) под председательством Ф. Дзержинского. Комиссия, изучив причины конфликта, приняла сторону Сталина. Однако сторону Сталина не стал принимать Ленин, под давлением которого октябрьский пленум ЦК РКП(б) 1922 года отверг план «автономизации». Ситуация в Грузии была тем более щекотливой, что в ней традиционно большой популярностью пользовались местные меньшевики, и во время Гражданской войны Ленин одобрил советизацию Грузии лишь после значительных колебаний.
В декабре 1922 года был основан СССР: национальные окраины получали статус союзных республик с сохранением всех внешних атрибутов независимости, из названия объединённой советской федерации («СССР») было устранено слово «Российская» и вообще географические наименования. Теоретически, к СССР, по мере успехов ожидавшейся «мировой революции», могли присоединяться новые советские республики за пределами бывшей Российской империи — вплоть до советизации всего земного шара.
На деле разногласия между Сталиным и Лениным по национальному вопросу носили не стратегический, а лишь тактический характер. В условиях однопартийности, несмотря на все внешние признаки «независимости» союзных республик, ЦК их компартий могли быть в любой момент разогнаны из Центра, и Ленин совершенно не собирался менять подобное положение дел. В то же время он предпочёл пойти на компромисс с недовольными «националами», тогда как Сталин, во многом оправдано, считал подобный компромисс лишь фикцией и ненужной игрой.
Другой проблемой, действительно серьёзно занимавшей Ленина в последние месяцы его жизни, стал вопрос о бюрократизации. С окончанием Гражданской войны и затуханием революций в Европе большевики были вынуждены перейти к строительству полноценного госаппарата, со временем начавшего жить собственной жизнью. В качестве борьбы с бюрократизацией Ленин успел выдвинуть перед XII съездом свой проект административной реформы. Предполагалось резко, в несколько раз, расширить состав ЦК и особенно ЦКК (партийного контрольного органа) за счёт рядовых рабочих и крестьян. Малоэффективный Рабкрин (государственные контрольные органы) предлагалось слить с ЦКК.
XII съезд привнёс и другие новации. Пропагандистским нововведением съезда стали многочисленные приветственные выступления делегаций «трудящихся» прямо в зале заседаний; предыдущие съезды ограничивались лишь зачитыванием приветственных телеграмм. Делегации провозглашали многочисленные здравицы в адрес Ленина и Троцкого; Сталин, если вообще и упоминался в них, то лишь на четвёртом-пятом месте.
Однако такое положение дел уже перестало соответствовать реальному соотношению сил. По итогам предыдущего, XI съезда, Сталин был избран генеральным секретарём ЦК. В этом качестве он возглавил одновременно Секретариат и Оргбюро ЦК, продолжая при этом контролировать и Рабкрин. Избегая участия в бурных политических дебатах, он методично расставлял на все ключевые аппаратные посты своих личных сторонников. Так, председателем предыдущего состава ЦКК стал Шкирятов, руководивший также партийной чисткой 1921 года. Председателем мандатной комиссии XII съезда стал один из самых преданных сторонников Сталина, Л. М. Каганович, по итогам съезда избранный кандидатом в члены ЦК. В ЦК образовалась значительная группировка «сталинцев»: Орджоникидзе, Молотов, Киров, Ворошилов, Андреев, Микоян и пр.
В качестве генерального секретаря Сталин оказался во главе «технического аппарата» партии как раз в период особенно бурного его роста. Сердцем его «империи» стал Учётно-распределительный отдел (Учраспред), уже за период апрель 1922 — апрель 1923 произведший 10 351 назначений. По мнению Ричарда Пайпса, идейным предшественником Сталина являлся председатель ВЦИК и секретарь ЦК Свердлов, также обладавший «упорядоченным кабинетно-бюрократическим складом ума». Непосредственным же предшественником Сталина стал также имевший бюрократический склад ума Молотов.
Влияние Сталина сильно возросло, однако по состоянию на 1923 год ещё значительнее усилился Г. Зиновьев. На XII съезде (и на последующем, XIII-м), именно он читал Политический отчёт ЦК вместо Ленина. В 1923—1924 годах председатель исполкома Коминтерна и глава Петрограда Зиновьев достиг вершины своей политической карьеры: на короткое, около полутора-двух лет, время, фактически он стал во главе партии и государства.
Ещё одной новацией XII съезда стало учреждение сеньорен-конвента (совета старейшин), созданного постановлением пленума ЦК за два дня до первого заседания съезда. Сеньорен-конвент состоял из представителей делегаций с мест и согласовывал повестку дня перед заседаниями; по оценке исследователя Роговина В. З., сеньорен-конвент стал своеобразным «малым съездом», во многом предрешавшим его постановления.
Разногласия по национальному вопросу выплеснулись и на XII съезд. Несмотря на все славословия в адрес Ленина, большевистские вожди не спешили публиковать некоторые его последние работы. Особенно неудобной для Сталина являлась статья «К вопросу о национальностях или об „автономизации“». В ней Ленин довольно прозрачно называл его «обрусевшим инородцем», который «пересаливает по части истинно русского настроения», и, несмотря на то, что сам является грузином, ведёт себя, как «истинно великорусский держиморда». На самом съезде председательствующий Л. Б. Каменев упорно пресекал все попытки грузинского коммуниста Б. Мдивани зачитать крупные цитаты из этой статьи. Двусмысленной остаётся и роль Троцкого: хотя он успел получить записку Ленина с просьбой выступить на съезде «в защиту» недовольных Сталиным грузинских коммунистов, на деле он этого, по до сих пор непонятным причинам, так и не сделал.

## Состав съезда
К моменту созыва съезда, завершилась генеральная чистка партии 1921 года и обмен партбилетов 1922 года (см. также Чистка партийных рядов). Численность партии резко сократилась с 732,5 тыс. чел. (X съезд) до 386 тыс.
Согласно докладу председателя мандатной комиссии Л. М. Кагановича, на съезде было представлено 386 тыс. членов партии. Делегаты получили 458 решающих мандатов и 417 совещательных. Из этих 458 мандатов, в частности, Москва и Петроград были представлены примерно 120 делегатами, Центральная Россия в целом — 200 делегатами, Украина — 54, Красная Армия — 14. По мнению Ричарда Пайпса, тенденция к доминированию большевиков в губерниях Центральной России проявилась задолго до революции. XII съезд продолжал демонстрировать также значительный перекос в сторону Москвы и Петрограда, где большевики с 1917 года имели особенно сильные позиции.
Из 417 совещательных голосов, в частности, 27 делегатов представляли Коминтерн, Профинтерн и КИМ.
По сравнению с предыдущими съездами, несколько увеличился средний возраст членов партии: тогда как на X съезде (1921) 53,5 % делегатов имели возраст менее 30 лет, на XII таких было уже 34,6 %. Доля лиц от 30 до 39 лет, наоборот, возросла за это время с 39,6 % до 52,9 %.
Образовательный уровень большевистской партии всё ещё оставался крайне низким: на XII съезде 49,7 % делегатов имели лишь низшее образование.
По национальному составу 60,8 % делегатов съезда являлись русскими, 11,3 % — евреями, 7,1 % — латыши и эстонцы, 4,7 % — украинцы, и т. д.
Как и ранее, на съезде практически не были представлены женщины; председатель мандатной комиссии назвал это «крайне нежелательным и неотрадным явлением», из которого «надо будет сделать соответствующие выводы». Представительство женщин, по сравнению с предыдущими съездами, даже упало: на X съезде (1921) 2,8 %, на XI (1922) 1,7 %, на XII всего лишь 1 %.
По итогам чистки партии заметно возросло представительство рабочих, с 37,2 % на X съезде, до 53 % на XII. Фактически, впервые за шесть лет пребывания у власти и за двадцать лет своего существования, партия могла хоть как-то обосновать своё звание «рабочей»; неудивительно, что соответствующие цифры делегаты встретили аплодисментами.
Сократилось число выходцев из других партий: с 24,6 % на X съезде до 14,7 %. 55 % выходцев из других партий составляли бывшие меньшевики, 28,3 % бывшие эсеры, 10 % бывшие бундовцы.
Резко увеличилось количество делегатов с опытом подпольной деятельности: с 35,4 % на X съезде до 59,2 % на XII, количество делегатов с дореволюционным партстажем составило 20,9 %. Увеличилось количество делегатов, обозначивших своё социальное происхождение, как «профессиональные революционеры», с 2 % до 7,2 %. Приведённые Кагановичем цифры наглядно свидетельствовали, что руководящим ядром партии на деле являются старые большевики, расставленные на ключевые посты ещё Лениным, «молодёжь нашей партии сплачивается и объединяется тесно вокруг старых коренных большевиков».
Для раннего большевизма было характерно представление о крестьянстве, за исключением бедноты, как о «мелкобуржуазных элементах». X съезд декларировал отход от этого принципа, однако и на XII съезде крестьянское большинство всё ещё практически не было представлено. Количество крестьян, по сравнению с X съездом, даже несколько снизилось, с 3 % до 1,9 %.

## Дневное заседание 17 апреля. Политический отчёт ЦК
Председательствующий Каменев Л. Б.
Съезд открыл Каменев, начавший свою речь с обширных славословий в адрес уже тяжело больного Ленина.

…болезнь Владимира Ильича трудна, но отнюдь не безнадёжна; борьба с нею длительна; корни её в том громадном переутомлении, в том неслыханном расходе нервной энергии, которую Владимир Ильич, без всякого сожаления, на протяжении годов и десятилетий расточал на службу рабочему классу и угнетённому человечеству.

Каменев заявил, что в текущем, 1923 году, партия отмечает своё 25-летие, а Ленин мог бы отметить 30-летие своего участия в революционном движении. Председательствующий признал истинность мнения «врагов», что большевики за эти 25 лет «стали другими», прошли путь от малочисленной подпольной партии до правящей, несмотря на поражения (в частности, в 1905 году). В заключение своей речи Каменев объявил партию «крепостью», осаждённой со всех сторон «врагами», призвал её к «железному единству». Съезд официально объявлен открытым.
От имени ряда делегаций, в частности петроградской и московской (названы десять делегаций, а также упомянуты «некоторые другие») делегат Рудзутак предложил съезду избрать Президиум в составе 25 человек. Предложенный состав утверждён (Ахундов, Бухарин, Ворошилов, Залуцкий, Зеленский, Зиновьев, Калинин, Каменев, Косиор, Коротков, Лашевич, Ленин, Молотов, Орджоникидзе, Петровский, Раковский, Рудзутак, Рыков, Сталин, Султан-Ходжаев, Томский, Троцкий, Угланов, Фрунзе, Харитонов).
Также были утверждены:
- секретариат съезда в составе: Куйбышев, Енукидзе, Коростелев, Голощёкин, Квиринг;
- мандатная комиссия в составе: Каганович, Шкирятов, Николаева, Скрыпник, Аболин, Сырцов, Нанейшвили;
- редакционная комиссия в составе: Бубнов, Вардин, Попов Н. Н., Сорин, Назаретян, Сафаров;
- комиссия по приёму заявлений и жалоб в составе: Рудзутак, Дзержинский, Фрунзе, Шкирятов, Сольц, Угланов, Морозов, Стуруа, Москвин, Михайлов, Кубяк, Квиринг, Комиссаров, Сулимов, Бумажный, Бела Кун.

Утверждён порядок дня и проект регламента. В регламенте указано время проведения заседаний, продолжительность выступлений докладчиков, численность президиума и т. д.
С Политическим отчётом ЦК выступил председатель исполкома Коминтерна Зиновьев. По представлениям того времени, это фактически означало претензию на роль преемника Ленина. Доклад сильно затянулся, заняв практически целиком целое заседание, был щедро пересыпан цифрами и многочисленными ссылками на Ленина. Значительное место в своём отчёте Зиновьев, как председатель Коминтерна, уделил международному положению.
Зиновьев отметил, что открытие съезда пришлось отложить на месяц из-за болезни Ленина, выразил сожаление, что он сам не смог выступить с политическим отчётом ЦК. Докладчик выразил убеждение, что новых «отступлений в связи с нэпом» более не будет, привёл мнение меньшевистского издания «Заря» (Берлин), утверждавшего, что в 1917 году было невозможно представить, что большевики смогут продержаться у власти пять лет.
Либеральное издание «Русская мысль» Петра Струве называло Коминтерн единой партией общей численностью 2,5 млн чел., из них «в советской области» полмиллиона, в свою очередь, из них русских около 300 тыс., хотя именно они «сейчас более на виду»; «с каждым расширением советской территории правящее ядро стало бы делаться всё более интернациональным по своему составу. В коммунистическом государстве, скажем, от Рейна до Урала, русские не составляли бы уже и трети правящего слоя
Зиновьев с удовлетворением отметил, что даже противники большевизма признают, что Коминтерн является единой мировой компартией, «в которой „пока“…главное место занимает наш русский отряд. В своё время — и мы будем счастливы в тот момент, — он будет несколько оттеснён целым рядом других свежих пролетарских отрядов, которые также будут работать под „красной властью“».
Зиновьев назвал 1922 и 1923 годы годами окончательного закрепления большевистской власти, отметил, что переговоры на Генуэзской конференции были тяжёлыми, иностранные державы пытались навязать «кабалу». Согласно данным Наркоминдела, на момент открытия съезда СССР был признан де-юре десятью государствами (Афганистан, Австрия, Болгария, Германия, Латвия, Литва, Монголия, Персия, Польша, Турция, Финляндия, Эстония), де-факто признан Великобританией, Италией, Норвегией, Чехословакией, Швецией и Китаем. Признавать СССР всё ещё отказывался целый ряд государств, в частности, Франция, Япония и США. Открыты советские торгпредства в 18 странах и ведутся переговоры с ещё девятью.
Докладчик отметил, что побеждённые в мировой войне страны, в первую очередь Германия, ищут сотрудничества с Россией. Сотрудничества с Россией также ищут «колониальные и полуколониальные» страны Востока.
Вместе с тем Зиновьев признал, что в Европе идёт подготовка к новой мировой войне, «война эта уже есть», и она ведётся, в частности, из-за угля в Руре. Стратегией России в надвигающейся второй мировой войне должно быть, по мнению Зиновьева, максимальное оттягивание вступления в эту войну, но, вместе с тем, подготовка к худшему.
Зиновьев также отметил наметившееся сближение с Японией, которая, по его мнению, находится на пороге собственной революции 1905 года. Представителем СССР в Японии являлся Иоффе, внёсший в том же качестве немалый вклад в революцию 1918 года в Германии.
Отдельно докладчик отметил заявление американского «статс-секретаря» (госсекретаря) Юза, отмечавшего, что положение большевиков в России прочно, США «не являются злым кредитором», и предоставили бы отсрочки в уплате долгов, однако Москва не отказывается от политики экспорта революции. В частности, Юз «с возмущением» процитировал речь Троцкого на V съезде комсомола, в которой он заявил о неизбежности революции не только в Европе, но и в США.
Зиновьев признал необходимость строгой монополии внешней торговли, как одной из «командных высот» в экономике. По приведённым докладчиком данным, внешняя торговля возобновилась в 1921 году, причём экспорт тогда составлял лишь 2,1 % импорта. По состоянию на январь 1923 года экспорт дошёл до 65 % импорта. По мнению наркома внешней торговли Красина Л. Б., ожидается установление активного баланса через два-три года.
Если в 1921 году внешняя торговля зачастую состояла из импорта хлеба на золото, на январь 1923 года доля продовольствия в импорте упала до 10,7 %, «и притом это был не хлеб». В экспорте преобладают лес, лён, нефть, кожа и пушнина. 32,8 % советского экспорта приходится на Англию, 18,1 % на Германию, 13,3 % на Турцию.
Вместе с тем внешняя торговля ещё не вполне восстановилась: по состоянию на 1922 год, её оборот дошёл лишь до 13 % от довоенного уровня. В то же время внешняя конъюнктура остаётся благоприятной: цены на хлеб в два раза выше довоенных. Традиционный для России того времени экспорт хлеба также не достиг довоенного уровня: вывезено лишь около 20 млн пудов, тогда как царская Россия вывозила в среднем 645 млн пудов в год, «достигая в отдельные годы» до миллиарда.
По данным Зиновьева, в СССР на время съезда действовали 8 международных совместных предприятий («смешанных обществ»), достигших известных успехов в повышении производительности труда.
Зиновьев процитировал заявление Троцкого на IV Конгрессе Коминтерна, что ранее было много дискуссий о концессиях, но мало самих концессий, теперь становится меньше дискуссий и больше концессий. На 6 марта 1923 насчитывается 460 соискателей концессий, в первую очередь Германия, Англия, США и Франция (не признающая при этом СССР).
Далее докладчик перешёл к внутренней политике. Он признал, что в одном из документов «рабочей оппозиции» нэп назывался «новой эксплуатацией пролетариата». Вместе с тем он отверг подобное обвинение в «эксплуатации», назвал нэп системой государственного капитализма, необходимой для «смычки» между городом и деревней. Элементом этой системы являются также иностранные концессии.
По данным Зиновьева, НЭП уже дал свои первые, хотя и скромные, результаты: по состоянию на 1922 год урожай дошёл до трёх четвертей довоенного, продукция промышленности — 25 %, внешняя торговля — 14 %, производительность труда — 60 % от довоенной, заработная плата — около 50 %.
Докладчик упомянул о продвигавшемся лично Лениным плане электрификации России (ГОЭЛРО), рассчитанном на 10-15 лет. Повышается добыча угля и нефти, выплавка чугуна и стали, добыча руды. Медленно растёт текстильная промышленность. Наблюдается рост в химической и проч. промышленности, между тем, производственные мощности всё ещё загружены лишь на 30 %.
Растёт производительность труда и заработная плата (для рабочих пищевой промышленности в Москве заработная плата даже превысила довоенный уровень). Значительную роль в экономике играют тресты, число которых дошло до 484.
Докладчик привёл конкретные цифры о восстановлении транспорта, внутренней торговле и финансах. В области финансах декларирована необходимость отказа от эмиссии. Рубль постепенно стабилизируется, инфляция снизилась со 145 % в январе 1922 года до 23 % в марте 1923 года.
Снова начало увеличиваться население городов, очень медленно растёт численность рабочих.
Зиновьев привёл детальные цифры об урожае озимых на Украине, Дону и «Предкавказье», о землеустройстве, высказал свои соображения об отношении большевиков, как рабочей партии, к крестьянству. По его мнению, «крестьянский вопрос» складывался из нескольких пунктов: не завысить налоги, достаточно высокие цены на хлеб и «национальный вопрос»: «ни малейших уступок великодержавной точке зрения … мы не можем допустить и не допустим», также вопрос о «дешёвом государственном аппарате», вопрос о сельскохозяйственной кооперации и сельскохозяйственном кредите, вопрос о школе.
Зиновьев осудил перегибы в антирелигиозной пропаганде, заявил, что с пасхой «залезли вперёд».
Далее докладчик рассмотрел вопрос об отношениях партии и государства. Если до 1922 года партия «это была Красная Армия на девять десятых», государство «это была организованная война», то теперь положение изменилось, начинают звучать предложения ослабить диктатуру партии. Процент коммунистов в заводоуправлениях медленно падает, что Зиновьев счёл тревожным симптомом.
Докладчик также привёл статистику вопросов, рассматривавшихся пленумом ЦК и Политбюро («мы обсуждали бюджет три раза, хлеб — 23 раза, концессии — 7 раз, смешанные общества — 3 раза»). Зиновьев высказался в пользу сохранения диктатуры партии, в том числе в области, «занимающей девять десятых всей работы» — в хозяйственной области.
Зиновьев высказался за единство партии:

…если есть «хорошие» платформы относительно создания других партий, скатертью дорога (бурные аплодисменты, продолжающиеся несколько минут, оратору не дают продолжать)…Всякая критика партийной линии, хотя бы так называемая «левая», является ныне объективно меньшевистской критикой. 

Далее председательствующий дал слово председателю редакционной комиссии Бубнову и председателю комиссии по рассмотрению заявлений и жалоб Угланову с мелкими техническими объявлениями.

## Вечернее заседание 17 апреля
Председательствующий Каменев Л. Б.

### Организационный отчёт ЦК
С официальным Организационным отчётом ЦК впервые выступил, как генеральный секретарь ЦК, И. В. Сталин. В соответствии с духом времени, он описал рабочий класс, как «армию партии», которой партия управляет с помощью госаппарата, через набор «приводных ремней».
В качестве первого, и самого важного, «приводного ремня», Сталин упомянул профсоюзы. Опустив данные по ВЦСПС и ЦК профсоюзов, он отметил, что по сравнению с предыдущим, XI съездом (1922) доля большевиков с дореволюционным партстажем в губпрофсоветах дошла от 27 % до 57 %. Численность членов профсоюзов в целом упала с 6 млн до 4,8 млн, что, однако, Сталин счёл положительным явлением, назвав цифру в 6 млн во многом «дутой».
Второй «приводной ремень», по Сталину — кооперативы, в первую очередь, потребительская кооперация. По сравнению с состоянием на время XI съезда численность членов рабочих секций потребкооперации возросла с 3 млн чел. до 3,3 млн Сталин счёл эту цифру очень маленькой. Число коммунистов в губернских органах Центросоюза дошло до 50 %.
В области сельскохозяйственных кооперативов число членов увеличилось с 1,7 млн крестьянских хозяйств до 4 млн.
В качестве третьего «приводного ремня» Сталин назвал комсомол. В нём на момент XI съезда насчитывалось 400 тыс. чел. В середине 1922 численность упала до 200 тыс., затем снова прошёл рост до 400 тыс. Прирост происходит в основном за счёт рабочей молодёжи. Далее Сталин привёл данные по школам фабзавуча, делегатским собраниям работниц, числу слушателей совпартшкол и коммунистических университетов.

…фронт молодёжи надо считать особо угрожаемым, ввиду того, что атаки противников нашей партии в этой области особо настойчивы. Именно здесь…необходимо, чтобы партия и её организации напрягли все силы, чтобы обеспечить себе преобладающее влияние.

Число газет за истекший год возросло с 380 до 528, однако вследствие сокращения субсидий летом 1922 года тираж упал с 2,5 млн («казённых, не живых») до 900 тыс. К XII съезду снова произошёл рост до 2 млн.
Четвёртым «приводным аппаратом» Сталин назвал армию, «сборный пункт рабочих и крестьян».

Ведь обычно воронежский мужик не встречается с питерцем, пскович не видит сибиряка, в армии же они встречаются. Армия является школой, сборным пунктом рабочих и крестьян.

Процент коммунистов в армии, по данным Сталина, за отчётный период увеличился с 7,5 % до 10,5 %, несмотря на сокращение армии. Среди комсостава количество коммунистов увеличилось с 10 % до 13 %.
Сталин констатировал, что стране удалось преодолеть голод, начался хозяйственный подъём, собран урожай, прекратилось бегство рабочих из городов.
Далее докладчик перешёл к описанию госаппарата:

Он [Ленин] говорил, что политика наша верна, но аппарат фальшивит, что поэтому машина двигается не туда, куда нужно, а сворачивает…Шляпников заметил, что шофёры не годятся. Это неверно. Совершенно неверно. Политика верна, шофёр великолепен, тип самой машины хорош, он советский, а вот составные части машины плохи, не наши. Поэтому в целом машина фальшивит, и получается в целом искажение правильной политической линии. Не осуществление, а искажение. Госаппарат, повторяю, по типу правильный, но составные части его ещё чуждые, казённые, наполовину царско-буржуазные. Мы хотим иметь госаппарат, как средство обслуживания народных масс, а части этого госаппарата хотят превратить его в статью кормления.

В качестве примеров Сталин упомянул Орехово-Зуевский трест, который занимался перекачиванием фабрикатов «в частный карман в ущерб государства». В ходе реорганизации раздувшегося до 2 тыс. чел. Промбюро, руководящего промышленностью юго-востока, оказалось, что его можно безболезненно сократить всего лишь до 170 человек.
Особенно важным Сталин назвал подбор работников, способных «понять наши директивы…и провести их честно». В этой связи он отдельно упомянул деятельность Учраспреда, пришедшую на смену партмобилизациям (мобилизации, по мнению Сталина, потеряли смысл с окончанием войны). Сталин привёл пример провалившейся партмобилизации 1922 года: XI съезд «заказал» ЦК мобилизацию 1000 чел., ЦК учёл 1500. Из-за болезни «и всяких причин» реально было мобилизовано 700 чел., из них «сколько-нибудь годными оказались, по отзывам мест», всего 300.
Сталин описал директоров предприятий, как «наш промышленный комсостав» (всего 1300 директоров), в котором коммунисты руководят самыми крупными предприятиями.
Перейдя к данным непосредственно самой партии, Сталин упомянул её сокращение во время чистки, освобождение «от непролетарских элементов», увеличение доли рабочих. Особо докладчик остановился на роли губкомов, назвав их «основной опорой» партии. Партийные комитеты уровня уездов Сталин назвал слабыми, предложил создать при ЦК школу уездных секретарей, создать резерв в 200 или 300 секретарей укомов.
Далее Сталин описал центральный аппарат партии. ЦК состоял из 27 членов, который собираются раз в 2 месяца.

Внутри ЦК имеется ядро в 10-15 человек, которые до того наловчились в деле руководства политической и хозяйственной работой наших органов, что рискуют превратиться в своего рода жрецов по руководству.

Сталин признал, что руководящее ядро ЦК «становится старым», многие руководители «достаточно поизносились», и им нужна смена, однако «создавать руководителей партии трудно», для этого нужны долгие годы, «гораздо легче завоевать ту или другую страну при помощи кавалерии т. Будённого, чем выковать 2-3-х руководителей из низов, могущих в будущем действительно стать руководителями страны». В этой связи Сталин предложил съезду расширить ЦК до 40 человек, с тем, чтобы «выковать новую смену».
По данным Сталина, в Москве прошёл съезд партии эсеров, обратившийся к РКП(б) с предложением «открыть им двери», в Грузии из 10 тыс. местных меньшевиков до 2 тыс. перешли в большевистскую партию. В РКП(б) вступил такой известный меньшевик, как Мартынов.

### Доклад Ревизионной комиссии
С официальным отчётом Ревизионной комиссии выступил старый большевик В. П. Ногин.
Он отметил, что доклад является более полным, чем в прошлом году; все отделы и подотделы ЦК оказывали всё необходимое содействие, и Секретариат ЦК претворил в жизнь все предложения Ревизионной комиссии.

Тов. Сталин в своём докладе указывал на те приводные ремни, которые объединяют нашу партию с широкими массами, — мы сейчас должны посмотреть, как двигаются шестерни…ЦК и есть тот основной аппарат, который приводит в движение всю политическую работу в нашей стране. Самым важным в этом аппарате является Бюро Секретариата.

Докладчик отметил, что в работе Секретариата всё же имеются недостатки: «завал бумаг», проблемы с правильными адресами организаций, гриф секретности не всегда соответствует реальности.
По мнению Ногина, за отчётный период налажена нормальная работа между ранее разрозненными подотделами Организационно-инструкторского отдела ЦК (Орготдела), также «установлена живая связь с нашими провинциальными организациями». Докладчик рассмотрел деятельность информационного подотдела, подотдела учёта местного опыта, статистического подотдела, архива, стола заграничных ячеек, литературного бюро и транспортного подотдела. Практически во всех подотделах отмечено улучшение и систематическая организация, вместе с тем многие «книги сведений» информационного подотдела «истрепались», «ухудшение» отмечается в работе архива.
Вместе с тем докладчик с сожалением отметил низкую «политическую грамотность» партии: по данным Орготдела и Агитпропа, в земледельческих районах процент «политически неграмотных» доходит до 80-90 %%, в промышленных — до 50 %.
Ногин рассмотрел также работу Учраспреда, комиссии по пересмотру трестов, Агитационно-пропагандистского отдела (Агитпропа).

До сих пор в Агитпропе, — а вы представляете себе это учреждение, оно равно по объёму среднему наркомату, — в этом Агитпропе, помещающемся в особом доме, бумаги не записываются никак: нет ни входящих, ни исходящих. Само собой разумеется, при этих условиях…
Троцкий (с места). Бюрократизма нет.
Ногин. Бюрократизма нет, но зато есть хаос.

Докладчик раскритиковал издание «Брянский рабочий», в своём номере 147 назвавшего женщину «двигателем, обновляющим поколение» (так в тексте), издание Сызранского укома «Красный октябрь», по мнению Ногина, разместило «грязную порнографию».
По данным подотдела учёта местного опыта, из 54 заведующих губернскими агитпропами на местах 27 «не на высоте своего положения». В подотделе национальных меньшинств Агитпропа числится 11 секций, из них комиссии обследовала три: «в башкирско-татарской секции наблюдается некоторый порядок, в еврейской секции полный хаос, в немецкой секции почти образцовый порядок». Характеризуя работу Агитпропа в целом, докладчик призвал направить в этот отдел «лучшие силы».
Далее докладчик рассмотрел деятельность Отдела работниц (Женотдела). Процент женщин в партии всё ещё составляет лишь 7,8 %. Женотдел издаёт три «прекрасных» журнала «Коммунистка», «Работница» и «Крестьянка», вместе с тем помещение у Женотдела «скверное».
Работу Статистического отдела Ногин назвал «героической»: на Кавказе некоторым статистикам пришлось подвергаться опасности обвалов, в Самарской губернии лошадей, на которых они передвигались, «съедали».
Финотдел представил Ревизионной комиссии балансы на 1 октября и 1 марта, вместе с тем ряд организаций (даже больший, чем в предыдущем году) не отчитался перед ЦК. В частности, не отчиталась даже газета «Правда». Большинство местных отчётов приходят в Финотдел в «недопустимом» виде, зачастую «даже не соблюдены элементарнейшие правила бухгалтерии».
Рассмотрена также деятельность Управления делами Секретариата ЦК, Истпарта, ЦКК. В составе ЦКК имеется 18 человек, из которых лишь двое беспартийных. Из 7 следователей ЦКК двое рабочих, высшего образования нет ни у кого, юридического образования также нет ни у кого. Помещение, в котором находится ЦКК, «неудобное».
Ногин также отметил громадное количество вопросов, выносимых на Оргбюро и Секретариат ЦК: «по 1 марта разобрано 6318 вопросов», по 70-100 вопросов в день. Большинство этих вопросов носит мелкий характер (например, «разрешить товарищу такой-то в доме отдыха иметь ребёнка»), причём из решений, вносимых Орготделом в Оргбюро, принимаются 90 %, по Учраспреду и Агитпропу — 95 %. Предлагается «разгрузить» «основные органы ЦК», передав эти вопросы в ведение заведующих отделами.
Председательствующий отметил, что заседание проходит в 11-летнюю годовщину Ленского расстрела, съезд почтил память павших вставанием.
Заслушаны приветствия съезду от представителя исполкома Коминтерна, немецкого коммуниста Нейрата (переводчик Левин), представителя Польской компартии Домбаля (переводчик Фрумкина), представителя Компартии Англии Мак-Мануса (переводчик Рейнштейн), представителя Компартии Франции, депутата французского парламента Леви (переводчик Мануильский), представителя Компартии Японии Катаяма (говорит по-английски, переводчик Рейнштейн).
Председательствующий от имени президиума зачитал приветствие съезда Ленину, его жене и сестре. В состав редакционной комиссии введены дополнительно Антонов-Овсеенко, Дивильсковский и Товстуха.

## Дневное заседание 18 апреля
Председательствующий Каменев Л. Б.

### Приветствия съезду
К съезду обратился представитель беспартийных крестьян Ярославской губернии Карасёв. Карасёв высказал преданность съезду, «главарям (так в тексте) нашего освободительного движения», в первую очередь Ленину и «великому народному вождю Красной Армии т. Троцкому», также Зиновьеву и Каменеву. Зачитан «адрес» (послание) из Ярославля с приветствие съезду. В подарок съезду представлено знамя.
Представитель беспартийной делегации Юзовского рудника Донбасса имени Будённого Рябуха также подарил съезду знамя, провозгласил здравицы в честь Компартии, «наших вождей т. Ленина и т. Зиновьева», зачитал «грамоту» от рабочих Будённовского рудника.
Представитель рабочих Чулковских государственных рудников имени Калинина Соболев приветствовал съезд, провозгласил здравицы в адрес «международного пролетариата», Компартии, «да здравствуют Ильич, Троцкий!». Зачитана «грамота» съезду, в которой также прославлялись «мировые вожди пролетарской революции товарищи Ленин и Троцкий».
Представитель Ярославской текстильной фабрики «Красный Перекоп» Удалов подарил съезду знамя и зачитал «адрес» со здравицами в адрес съезда и Ленина.
От Женотдела «Красного перекопа» обратилась представитель Кононова, заявившая, что «мы находились в тюрьме, и тюрьма эта — наши дармоеды-попы, которые нас всю жизнь затемняли». Провозглашены здравицы в адрес Ленина, Клары Цеткин, Троцкого, Зиновьева и Каменева.
От имени рабочих фабрики «Заря социализма» выступил представитель Патов. В подарок съезду предоставлена скатерть, провозглашены здравицы в адрес съезда, Ленина (которому также пожелали скорейшего выздоровления), Троцкого, Зиновьева и Каменева. Председательствующий предложил переслать скатерть Ленину.
От имени женщин фабрики льняной мануфактуры «Заря социализма» и от крестьянок Ярославского уезда выступила представитель Башмакова. Провозглашены здравицы «мировому вождю» Ленину и «нашим стальным вождям» Троцкому, Зиновьеву и Каменеву.
Свои приветствия съезду провозгласил представитель Ярославской губернии Петровский.
Делегат Г. Евдокимов рассказал от преследованиях, которым подвергались коммунисты за границей, предложил избрать почётными членами съезда следующих иностранных коммунистов: от Германии — Цеткин и Гелейн, от Франции — Кашен, Монмуссо, Трэн, Марран, Массон, Семар, Жакоб, Ляпорт, Пери и Фежи, от Италии — Бордига, Серрати, Ладзари, Гриеко, Леонетти и Полано, от Америки — Фостер и Рутенберг, от Бельгии — ван Оверстратен и Жакмот. Все избраны единогласно.

### Прения по отчётам ЦК
Прения по Организационному отчёту ЦК открыл В. Косиор. Коснувшись вопроса о единстве партии, он заявил, что бывшие участники оппозиций не выдвигаются на «советскую и партийную работу», в руководящие органы. После XI съезда (1922) было переброшено в другие регионы руководство Урала и Питера. По мнению Косиора, резолюция X съезда «О единстве партии» была принята в тяжёлых условиях Кронштадтского восстания и внутрипартийного кризиса, но за это время превратилась «чуть ли не в систему управления нашей партии».
Делегат Е. Бумажный обратился к прошлым выступлениям Ленина (на конгрессе Коминтерна и на пленуме Моссовета осенью 1922 года, речь на XI съезде РКП(б), речь на съезде политпросветов осенью 1921), статью Ленина «Как нам реорганизовать Рабкрин», статью Троцкого «Кончик большого вопроса»; во всех этих материалах говорилось о проблеме бюрократизма, отсталости, неграмотности, взяточничестве. Оратор признал проблемы бюрократизма, призвал к усилению ЦКК для борьбы с ними.
Делегат М. Урываев высказал уверенность в «линии партии», призвал партию в условиях НЭПа «ещё крепче … взять в свои руки общее руководство государственным аппаратом (Голоса: „Правильно!“. Аплодисменты)».
Следующий оратор, Ю. Ларин, коснулся крестьянского вопроса и обвинений в «засилии меньшевизма в нашей партии». Ранее выдвинутое им предложение об увеличении обложения «верхушки» деревни на 20 % было отвергнуто Зиновьевым, как «меньшевистское», хотя впоследствии, по словам Ларина, Политбюро увеличило обложение деревни как раз на те самые 20 %. Делегат процитировал резолюцию о финансовой политике последнего Всероссийского Съезда Советов, фактически одобренную ЦК; в ней предлагалось организовать перераспределение средств между деревней, промышленностью, торговлей и транспортом так, чтобы «в наибольшей степени способствовать развитию производительных сил».
Ларин заявил, что Политбюро в последнее время отклонило предложение Каменева продавать за долги госпредприятия, что «открывало дорогу для самой хаотической денационализации». Также отклонено предложение о пересмотре отношений между хозяйственными органами и профсоюзами, принято предложение о повышении заработной платы в «отставших отраслях производства», отменены послабления в области монополии внешней торговли. По мнению Ларина, все эти факты свидетельствуют как об ошибках Зиновьева лично, так и о том, что в Политбюро ведётся борьба по тем или иным вопросам.
Делегат Ю. Лутовинов заявил, что сделанный Зиновьевым доклад «привёл меня в большое уныние», особенно по части внутренней политики. Он заявил, что оппозиционные группы «децистов» и «рабочей оппозиции» на самом деле не исчезли, а искусственно загнаны в подполье. В этой ситуации он обвинил ситуацию, когда невозможно «нормальным путём» высказать свою точку зрения, не получив обвинений в меньшевизме, «в с.-р., кого угодно».

Это мы слышали из доклада т. Зиновьева, я записал у него следующую фразу: «при настоящих условиях всякая критика, хотя бы и слева, неизбежно должна будет превращаться в меньшевистскую».
Что это такое? (Голоса: «Правильно!») Я слышу много голосов «Правильно!». Но что это значит? Зиновьев или весь ЦК? (Голоса: «Вся партия!»). Далеко не вся партия, а только лишь Политбюро является непогрешимым папой: всё, что я делаю, — я делаю правильно, не смей возражать, и никто не имеет права никакой критики наводить. Это положение не только не марксистское, но и крайне вредное на практике…

По мнению оратора, партия, называясь «партией пролетариата», насчитывает в губерниях 40 % рабочих, в уездах 30 %, в городах 54 %.
Московский делегат Г. Беленький прокомментировал выступление Косиора, высказался в пользу сохранения положений резолюции X съезда «О единстве партии», запретившего фракционную борьбу. Также он раскритиковал выступления Ларина, обвинив его в желании подорвать «смычку» города с деревней, обрушился на предложение Красина о снижении вмешательства партийных органов в хозяйственную работу. Оратор обвинил Красина в стремлении превратить партию в один «агитпункт», переставший быть «единым крепким кулаком», соединившим «все отрасли советской и партийной работы».
По национальному вопросу делегат потребовал «решительно бороться» против «уклонов», которые «могут вызвать неудовольствие у национальных меньшинств против нашей республики и нашей партии»; далее Беленький поддержал предложение Ленина о расширении ЦК.
Председательствующий объявил 10-минутный перерыв. После перерыва предоставлено слово делегату Зелинскому. Оратор призвал к «систематическому воспитанию» студенчества.
Нарком внешней торговли Л. Красин выступил против Зиновьева и в защиту своего требования об усилении представительства «производственников и хозяйственников» в партийных органах. При этом он отверг обвинение в стремлении демонтировать диктатуру партии. Выдвинутое Зиновьевым обвинение в меньшевизме Красин назвал «демагогией».
Главной трудностью внутренней политики Красин назвал то, что «мы тратим, расходуем, проедаем больше чем мы производим», в своём докладе Зиновьев об этом не упомянул.
Время у докладчика по регламенту закончилось, съезд предоставил ему дополнительно 10 минут. Красин признал, что в первую очередь необходимо помочь крестьянину восстановить своё хозяйство, но сделать это «не из чего»: промышленность «идёт ещё на костылях», Красная Армия, промышленность и госаппарат «сидим у крестьянства на хребте». Оратор раскритиковал Зиновьева за благодушные заявления о том, что «всё потихоньку улучшается», призвал сосредоточиться на подъёме производства.
В области внешней политики Красин призвал опять-таки в увеличению производства, что позволило бы снабдить армию «аэропланами, минной защитой, хорошей конницей», и лучше содействовало бы «мировой революции», чем «сотни великолепных резолюций».
Делегат Н. Осинский ответил на ранее звучавшую в его адрес критику Зиновьева и Каменева. Он выступил также в пользу однопартийной системы, выдвинув лозунг «вся власть партии». В заключение оратор обрушился на Зиновьева лично, обвинив его в превращении в «генерала», именно в одного из тех «жрецов по руководству», о которых говорил Сталин, также заявил, что Организационный отчёт Сталина его «крайне порадовал».
В стенограмме съезда сохранились резкие выражения Осинского в адрес Зиновьева:

В своих предсъездовских статьях т. Зиновьев выступал именно таким образом, как может выступать только некий «жрец», он считал себя вправе просто кричать на них, не отвечая деловым порядком решительно ни на что. Когда меня Ленин, Владимир Ильич Ульянов-Ленин, по-отечески «сечёт», то я, товарищи, не обижаюсь. Когда меня «сечёт» т. Ленин, хотя я уже и вырос из тех лет (в смысле своего партийного и общественного стажа, своего развития), когда меня можно было бы «сечь», — но во всяком случае это делает мой духовный отец, человек, ниже которого я ростом, если брать мерилом рост человеческий, по крайней мере на два аршина, пожалуй, — то я это понимаю, но когда пытается говорить ленинским языком т. Зиновьев, то я говорю себе: «не верь глазам своим». Если на клетке написано «лев», а льва там нет, я не верю надписи. И я считаю, что такие люди, как т. Зиновьев, не имеют права так поступать.

Следующий оратор, К. Радек, раскритиковал выступления Косиора и Лутовинова. Он высказался против легализации осколков «рабочей оппозиции» — «Рабочей правды» и группы Мясникова, назвав их «подпольными группами наших врагов». Выдвинутый Мясниковым лозунг «свобода слова от коммуниста и монархиста» Радек назвал «меньшевистским».
Также Радек коснулся речи Красина, заявив, что он с требованиями допустить хозяйственников в партийные органы «ломится в открытую дверь» — Рыков, Сокольников, Зиновьев и Каменев имеют хозяйственный опыт. По мнению оратора, «вторая часть» выступления Красина свелась к утверждению, что силы для восстановления промышленности нельзя черпать из крестьянства, остаётся только иностранный кредит. Радек фактически обвинил «круги Красина» в стремлении получить эти кредиты идти на неприемлемые для большевизма предложения:

Тов. Красин принуждён был опровергать в печати сведения … что Ллойд Джордж, уезжая в Геную, сказал: «Я имею обещание от Красина, что Россией будет возвращена частная собственность иностранцев и уплачены долги».

## Вечернее заседание 18 апреля
Председательствующий Каменев Л. Б.
Делегат И. Стуков обратил внимание съезда на третью часть доклада Сталина (о партийном аппарате), на часть доклада Зиновьева, посвящённую наличию в партии уклонов (по мнению Стукова, имелись в виду «правые уклоны»). В заключение делегат поддержал Сталина в вопросе изживания сложившихся в ЦК «жреческих каст».
Делегат Е. Преображенский поддержал доклад Зиновьева в части иностранной и «общей» политики, но раскритиковал доклад в области хозяйства и анализа новой экономической политики. Преображенский призвал съезд поручить ЦК назначить специальную комиссию для выработки «резолюции о нэпе» и «принципиальной платформы о нэпе». По мнению оратора, со времени выхода брошюры Ленина «О продналоге» прошло уже два года, «за эти два года река жизни текла вперёд», в связи с переменами в экономике выработка «платформы» необходима.
По неоднократно поднимавшемуся на съезде вопросу о допустимой степени вмешательства партии в хозяйственные вопросы Преображенский, не подвергая сомнению компетентность Красина, заявил: «я, ни минуты не колеблясь, предпочту не особенно компетентное вмешательство т. Зиновьева в хозяйственные вопросы и буду против того, чтоб т. Красин подвергал нас коренной опасности (Аплодисменты)».
По мнению Преображенского, партии при нэпе «угрожают две опасности». Во-первых, «мелкобуржуазное производство» превосходит в пять раз «государственное хозяйство», что создаёт на госсектор огромное давление. В торговле уже имеет место доминирование частного капитала. Во-вторых, в условиях свободной конкуренции «наиболее талантливые руководители хозяйства» неизбежно будут «уклоняться от партийного контроля». В заключение оратор призвал сформировать «научно-теоретическую комиссию» при ЦК, поддержал доклад Сталина, который назвал «очень умным». Вместе с тем Преображенский отметил, что 30 % секретарей губкомов «рекомендованы» (то есть назначены) ЦК, что приводит к конфликтам назначенцев с местными кадрами, система назначенства должна существовать лишь в виде исключения.
Делегат В. Сорин обратил внимание съезда на «второстепенные» недочёты в работе ЦК, «отошедшие на задний план перед тем большим и положительным, что было сделано Центральным Комитетом». Оратор призвал выработать «политическую линию» по вопросу франко-германского конфликта, в частности, конфликта в Руре.
Также делегат выразил обеспокоенность массовым приёмом в партию выходцев из небольшевистских («мелкобуржуазных») партий.
Касаясь поднятого вопроса об уклонах, Сорин раскритиковал бывшего дециста Осинского. По мнению выступавшего, Осинский, называя себя «ленинским учеником», предостерегал Ленина от передачи «ключей от нашего хозяйства буржуазным спецам, людям не нашим», тогда как Ленин никогда к подобному и не призывал.
В заключение Сорин поддержал Сталина по вопросу введения в ЦК «новых работников».
Делегат Г. Сафаров повторил критику Осинского. По его мнению, сложился «единый фронт» Ларина, Осинского и Красина по вопросу о снижении вмешательства партии в работу хозяйственных органов, назвал этот «единый фронт» по духу меньшевистским. Оратор раскритиковал статистику Ларина:

… т. Ларин приводит статистические данные, — а они у него так быстро пекутся, точно приключения в известных похождениях барона Мюнгхаузена. Статистика у него, наверное, уже имеется на 1930 г., он, наверное, уже установил, как будет выглядеть Советская Россия в 1926 г.

Под аплодисменты слово взял Л. Б. Каменев. Он заявил, что фактически Осинский, Ларин и особенно Красин сформировали идеологическую платформу, которую в условиях враждебного международного окружения и «мелкобуржуазной и нэповской стихии внутри собственной страны» следует внимательно проанализировать. По мнению Каменева, Красин проводил настроения, идущие в партию извне. Комментируя недовольство Красина тем, что «литераторы» в ЦК отменяют решения «производственников», Каменев заявил:

Когда мы выбираем работников, мы не разбираем, инженер он или литератор. Совсем нет. Мы выбираем тех, которые способны вести политику.

После 10-минутного перерыва выступил делегат Г. Петровский, предложивший прения не прекращать. Однако прения продолжены.
Делегат Г. Евдокимов раскритиковал выступление Косиора о «слишком диктаторском поведении ЦК», констатировал растущие требования хозяйственников «отодвинуть немного партию от хозаппаратов». Также оратор раскритиковал Осинского, «обнаружившего уклон у Ленина».
Делегат В. Иванов также подверг критике Осинского.
Грузинский коммунист Б. Мдивани поднял крайне острый вопрос об основании советской федерации (СССР). Он отметил колебания, имевшие место в ЦК в прошлом, 1922 году: критике подвергался план образования «Закавказской федерации» из Грузии, Армении и Азербайджана, также был раскритикован сталинский план «автономизации» (присоединения национальных окраин к РСФСР на правах автономий, вместо образования СССР). В результате конфликта со Сталиным в Грузию прибыла комиссия во главе с Дзержинским, имевшая в составе «очень делового, юркого» Мануильского, ряд грузинских коммунистов были сняты со своих постов и переведены в другие регионы. Мдивани выразил мнение, что подобная «переброска» была наказанием Грузии «за защиту определённой позиции в национальном вопросе» (ЦК компартии Грузии выступал против «автономизации» и образования Закавказской федерации, требовал вхождения Грузии в СССР на правах отдельной союзной республики).
Председательствующий Я. Рудзутак объявил Мдивани, что его время истекло. Неизвестные делегаты с места попросили предоставить дополнительно три минуты. Время предоставлено.
Мдивани выразил мнение, что по итогам конфликта оказались правы его единомышленники, а не Сталин, но «переброска» всё равно состоялась, «так что же, т. Сталин, политика для лиц, или лица для политики?».
Делегат М. Орахелашвили обвинил Мдивани в уклоне и неподчинении партийной дисциплине. По мнению выступавшего, непопулярная в Грузии идея Закавказской федерации выдвигалась не Москвой, а «нашими закавказскими организациями» (видимо, имелось в виду Кавбюро). Оратор также обвинил Мдивани в установлении «таможенных рогаток» с остальным СССР, в стремлении «во что бы то ни стало воссоздать» иностранные банки.

Вот ещё один из многих фактов, характерных для практики уклонизма. Угнанный Врангелем из Чёрного моря и проданный там заграничным спекулянтам пароход РСФСР попадает в наши советские руки. Казалось бы, что мы должны цепко за него держаться и или возвратить в Советскую Россию, ил, по крайней мере, оставить в Советской Грузии. Пароход «Владимир» был угнан в Константинополь и там продан. Закавказский объединённый внешторг сумел этот пароход приобрести через подставное лицо Джакели, заплатив сравнительно небольшую сумму. Вместо того, чтобы этот пароход пригнать в Батум или передать в Одессу или Новороссийск советскому Добровольному флоту, вместо этого уклонисты снова пытаются продать этот пароход частному лицу за границей же.
А. Енукидзе сделал объявление: пленум съезда назначается на следующий день на 1 час, на 10 часов назначено собрание членов сеньорен-конвента.

## Дневное заседание 19 апреля
Председательствующий Каменев Л. Б.
Ещё один оппонент Сталина и его сторонника Орахелашвили, грузинский коммунист Ф. Махарадзе, потребовал «изъять из употребления» слово «уклон» по отношению к своим единомышленникам, намекнув, что сам Сталин «уклонился» «от нашей национальной программы и, главным образом, от учения по этому вопросу т. Ленина». Махарадзе признал, что существовали разногласия «по национальному вопросу» между ЦК Грузии и Заккрайкомом во главе со сталинцем Орджоникидзе. В результате этого грузинский ЦК в октябре 1922 года подал в отставку.
По мнению выступавшего, основным «грехом» грузинского ЦК, повлёкшим конфликт с Заккрайкомом, было желание войти в состав СССР на правах союзной республики (а не в составе Закавказской СФСР). Махарадзе заявил, что Заккрайкомом напрямую вмешивался в дела Грузии через головы её ЦК, в частности сменив руководство Совета профессиональных союзов, также напрямую велось руководство Тифлисским комитетом [партии].
По запросу из Грузии прибыла комиссия ЦК РКП(б) во главе с Дзержинским, которая вынесла, по мнению Махарадзе, «слишком одностороннее постановление». Впоследствии прибыла ещё одна комиссия в составе членов ЦКК Куйбышева и Каменева, которая «более объективно отнеслась к тому положению, которое создалось в нашей организации», однако слишком торопилась обратно в Москву.
Махарадзе заявил, что Заккрайком превратился в «громадный орган, могущий заменить все центральные комитеты, которые существуют в Закавказье, — и азербайджанский, и грузинский, и армянский», этот орган непосредственно руководит местами, внося «путаницу, неразбериху». Оратор обратился к съезду с призывом осудить сложившиеся «приёмы и методы борьбы» в Закавказье, обвинил Сталина и Орджоникидзе в опоре на «неустойчивые элементы», которые проповедуют «самую левую левизну».
Г. Орджоникидзе отверг обвинение Махарадзе в травле, обвинив в ответ в травле его самого. Он напомнил, что на апрельской партконференции 1917 года Махарадзе был «отъявленным русотяпом (сторонник русского великодержавия, который сам не является этническим русским) и выступал против Ленина по национальному вопросу».
Выступавший обвинил «уклонистов» в том, что они во время голода 1922 года закрыли границы Грузии для беженцев с Северного Кавказа и Поволжья. Соответствующее распоряжение было подписано председателем ЦИК Грузии Махарадзе и зампредсовнаркома Грузии Окуджавой 31 марта 1922 года. В другом документе, опубликованном Орджоникидзе, указывалось, что лица, въезжающие в Грузию, должны платить за это. Также должны платить ходатайствующие за них родственники и даже «правительственные учреждения».

Да, заявляю я перед всем съездом: из-за таких кордонов и безрассудных распоряжений мы вас сжимали, т. Махарадзе, и будем сжимать (Аплодисменты).

К числу других распоряжений «группы Махарадзе — Мдивани» Орджоникидзе отнёс декрет о «гражданстве Социалистической Советской Республики Грузия». В одном из пунктов этого декрета указывалось, что гражданка Грузии, выходящая замуж за иностранца, теряет гражданство.
Оратор также указал, что в грузинской деревне всё ещё существуют помещики, которые берут подати с крестьян за пользование землёй. В качестве особо вопиющего случая Орджоникидзе привёл пример Гори, где секретарь коммунистической ячейки служил у местного князя прислугой, и даже благодарил его за это, «дай бог здоровья нашему князю, без него я с голода сдох бы». Также Орджоникидзе указал на борьбу с местными меньшевиками, традиционно сильными в Грузии.
Делегат М. Рютин выступил с критикой Ларина, призвал к осторожности в «приклеивании этикеток» правых и левых уклонов.
С критикой выступлений Красина выступил делегат Л. Сосновский. Он сравнил призывы отделить хозяйственные вопросы от партии с выступлением знакомого ему деревенского кулака Капиталова, заявившего: «мы против коммунизьмы ничего не имеем. Мы только просим коммунизьму от нас отдалить. Пущай коммунизьма будет сама по себе, а мы сами по себе».
Н. Бухарин высказался против выступления В. Косиора, предостерёг съезд от попыток превратить партию в «федерацию различных группировок».
Председательствующий зачитал заявление Л. Красина, опровергавшего слова Л. Сосновского, будто бы он, Красин когда-либо заявлял, что восстановление хозяйства России без иностранной помощи невозможно. В действительности было заявлено, что «без кредитов и займов извне экономическое восстановление будет долгим мучительным процессом, при котором России угрожает превращение в чисто крестьянскую страну».

## Вечернее заседание 19 апреля
Председательствующий Каменев Л. Б.

### Заключительное слово В. Ногина по докладу Ревизионной комиссии ЦК
С заключительным словом к своему докладу от Ревизионной комиссии выступил Ногин В. П.. Отвечая на поданные ему записки, он ответил на поступившие протесты на то, что в еврейской секции Агитпропа наблюдался «полный хаос». Докладчик отметил, что ревизия застала «неудачный» момент переезда, но «некоторые факты», вроде «сорванных дверей со шкафов и других мелочей заставляют … усомниться, что там идеальный порядок». Результаты же работы секции в целом «хороши», о чём заявлено в записке Ярославского.
Далее он отметил, что в Агитпропе всё же имеют место «маленькие частички … старого хаоса», что объясняется недостатком служащих в штате, в целом же «сделана большая работа».
Ногин кратко упомянул о проведённой партийной мобилизации «1000», и поддержал по этому вопросу выводы Сталина (описавшего в своём докладе мобилизацию, как провалившуюся), отметив лишь, что в результате данного мероприятия было мобилизовано 800 человек, а не 700 (эту цифру назвал Сталин).
Далее докладчик кратко ответил на другую записку, заявив, что «большое количество отделов и подотделов» в аппарате ЦК свидетельствует не о его «громоздкости», а означает «определённое планомерное разделение труда», которое «обеспечивает согласованность и быстроту решения дел».
Касаясь работы местных ревизионных комиссий, Ногин заявил, что они работали в 62 губерниях, отчёты поступили из 7, причём неполные, «большая часть ревизионных комиссий совсем не работала…отсутствие…определённого руководства в работе этих организаций сильно мешает».
Далее он заявил также, что штаты ЦК не раздуты, и их сокращение не требуется. Также он отметил, что среди посетителей ЦК иногда встречаются уголовные преступники, также «немало таких, которые приходят с подложными документами».
В заключение докладчик отметил, что ЦК принимает меры, направленные на недопущение «оттирания» старых большевиков, подпольщиков, призвал членов партии обращать большее внимание и внимательнее читать материалы, выпускаемые самим ЦК, заявил, что аппарат ЦК «прекрасный» и с ним ЦК будет «стоять твёрдо».

### Заключительное слово И. Сталина к организационному отчёту ЦК
Сталин разделил заключительное слово на две части: о критике, и об «организационных предложениях ЦК», которые критике не подвергались.
Далее следовал фрагмент, по предложению Сталина изъятый из протоколов Съезда решением его Президиума от 20 апреля 1923 года, и сданный в секретный архив ЦК. Также данная часть текста была изъята из 5-го тома собрания сочинений Сталина И. В. В этом фрагменте Сталин ответил на упрёки В. Косиора в том, что в результате «тенденциозного подбора работников» Троцкий и Шляпников, также как и «целый ряд товарищей» оказались «без работы».

Разве можно серьёзно говорить о том, что т. Троцкий без работы? Руководить этакой махиной, как наша армия и наш флот, разве это мало? Разве это безработица?…В сентябре прошлого года т. Ленин внёс в Политбюро предложение о том, чтобы т. Троцкого назначили замом его, зам. предсовнаркома. Предложение это было проголосовано. Тов. Троцкий категорически отказался без мотивов. В январе этого года я повторил предложение т. Ленина, добавив, что по выбору Троцкого, либо он берёт место зама и берёт под опеку, так сказать, ВСНХ, либо он берёт пост зама, беря под опеку Госплан, которым он очень увлекался. Мы ещё раз получили категорический ответ с мотивировкой о том, что назначить его, Троцкого, замом — это значит ликвидировать его как советского работника.

Упомянутое предложение Ленина ошибочно понимается некоторыми исследователями, как предложение «стать его заместителем», и, возможно, преемником. На самом же деле Троцкому предлагалось стать лишь одним из четырёх заместителей предсовнаркома, один из которых, Цюрупа А. Д., даже не являлся членом Политбюро. Неудивительно, что Троцкий, считавший себя фигурой, равной Ленину, крайне резко отверг подобное предложение.
Касаясь же вопроса о Шляпникове, Сталин заявил, что тот сам «заявил о болезни», был признан консилиумом врачей «абсолютно негодным на ближайший период для ответственной работы», и по собственному пожеланию получил работу в Истпарте.
На этом изъятый фрагмент заканчивался.
Далее Сталин ответил на упрёки делегата Лутовинова в том, что в партии «нет свободы слова … нет легальности, нет демократизма», заявив, что в партии состоит уже 400 тыс. человек, объединённых в 20 тыс. ячеек, в таких условиях детальные обсуждения всех вопросов снизу доверху уже, по мнению Сталина, привели бы к превращению партии в «дискуссионный клуб вечно болтающих и ничего не решающих», тогда как партия «окружена врагами» в международном масштабе. Тем не менее, выпущено уже 4 номера дискуссионного листка.
Отвечая на замечания делегата Осинского, Сталин ещё раз заявил о своём предложении ввести в состав ЦК людей «независимых», также подчеркнул, что данное предложение не означает «смычки» с «группой демократического централизма», и что эти «независимые люди в ЦК» не должны быть «независимы от ленинизма…упаси бог».
Далее Сталин заявил, что Осинский совершил «выходку», «некрасивую, неприличную», — «похвалил т. Сталина, похвалил т. Каменева и лягнул т. Зиновьева». По мнению докладчика, Осинский «взял курс на разложение того ядра, которое создалось внутри ЦК за годы работы», но он «наткнётся на сплошную стену, о которую, я боюсь, он расшибёт себе голову».
Отвечая на замечания Мдивани, Сталин заявил, что в Закавказье необходим «специальный орган национального мира», так как этот регион является неспокойным, выступил в защиту уже фактически отвергнутой Лениным идеи объединения Грузии, Армении и Азербайджана в Закавказскую федерацию. Также докладчик отметил, что в собственной, грузинской компартии, Мдивани оказался в меньшинстве. По вопросу о другом своём политическом противнике, Махарадзе, Сталин заявил, что в апреле 1917 года он имел разногласия с Лениным по вопросу о самоопределении национальностей.
Заканчивая первую часть своего заключительного слова, Сталин заявил, что группа Махарадзе-Мдивани не только находится в Компартии Грузии в меньшинстве, но на сторону Сталина также встали две комиссии ЦК — одна Дзержинского, другая Каменева и Куйбышева, «можно третью создать, если это нужно».
Перейдя ко второй части заключительного слова, Сталин предложил увеличить число кандидатов в ЦК с 5 до 15, также должно быть обращено особое внимание на «укрепление и расширение органов учёта и распределения как в верхах, так и в низах», создана школа уездных секретарей при ЦК, и чтобы печать «была поднята на должную высоту».

### Заключительное слово Г. Зиновьева к политическому отчёту ЦК
Зиновьев начал с международных вопросов. Отвечая на вопросы делегата Преображенского, он коснулся вопроса о монополии внешней торговли (по этому поводу в 1922 году у ЦК возникли разногласия с Лениным). По мнению Зиновьева, «в ЦК не было ни малейших споров насчёт незыблемости монополии внешней торговли», разногласия сводились лишь к тому, насколько широкими должны быть полномочия Внешторга по отношению к другим «хозяйственным единицам». Представителям делегаций при подготовке проекта резолюции по Политическому отчёту ЦК предложено высказаться по вопросу о монополии внешней торговли «особенно категорически».
Переходя непосредственно к международной политике, Зиновьев отметил единодушие Политбюро в «99 случаях из 100» (по международным вопросам). Останавливаясь на выступлении Красина, Зиновьев отметил, что в ряде случаев его предложения отменялись Лениным лично. Касаясь вопроса об иностранных кредитах, докладчик заметил, что иностранные державы пытаются выторговать уступки, не выдавая при этом никаких новых кредитов; для Советской России это неприемлемо.
Далее Зиновьев отверг обвинения в излишнем оптимизме (в области внутреннего хозяйства), заявив, что «самодовольство вовсе никогда не принадлежало к большевистским качествам», и критика необходима. Однако, вместе с тем, он отметил, что удалось создать относительно большой государственный запас хлеба, «вопрос о пайке, к счастью, отходит и в значительной мере отошёл на второй план», также топливный план по всем видам топлива выполнен на 99 %. По мнению докладчика, Россия «выздоравливает и поправляется», даже по сравнению с предыдущим, 1922 годом.
Вместе с тем имеются трудности с эмиссией рубля, однако же темпы инфляции в 1923 году значительно замедлились по сравнению с 1922-м. Началось увеличение добычи в Донбассе, улучшается положение с нефтедобычей. В то же время крупная промышленность «в общем убыточна», по лёгкой «тоже нельзя сказать, что дело идёт вполне благополучно».
Касаясь по вопросу о так называемом «крестьянском уклоне», он описал свой взгляд на разницу между II и III Интернационалами, выразил мнение, что правящей партии следует не опираться только на рабочих, но «уметь работать над укреплением союза рабочих и крестьян».
По мнению Зиновьева, делегат Ларин изобразил дело таким образом, что в партии возник «правый уклон» во главе с Каменевым. Этот «уклон» должен был выражаться в, во-первых, разрешении трестам брать кредиты под основной капитал («продажа фабрик и заводов капиталистам»), во-вторых, в потере прав профсоюзов по отношению к хозяйственным органам, в третьих, в снижении заработной платы рабочим, и, в четвёртых, «прорыв фронта во внешней торговле». Докладчик высказал подробные аргументы по каждому из пунктов обвинений Ларина, обвинил его в излишнем самомнении и упоминании заведомо неверных фактов.
Далее докладчик отверг обвинения Косиора в том, что большинство ЦК не даёт работать тем, кто «год или два назад принадлежали к другой группировке, чем мы». Зиновьев отметил, что одним из тех, кто ставил подобный вопрос, был Бумажный, который сам ранее принадлежал к «другой группировке».
Также Зиновьев призвал сохранять «исключительный закон, состоящий в том, что у нас запрещены организованные фракции и группировки», заявил, что этот «закон» принял по требованию лично Ленина, и является орудием самозащиты партии. По мнению Зиновьева, в партии достаточно свободы, она не предоставляется лишь тем, кто собирается разлагать партию.
Касаясь вопроса о группе Мясникова (один из осколков «рабочей оппозиции», против этой фракции впервые в истории внутрипартийной борьбы было применено ГПУ), Зиновьев отметил, что он сам «лично возился» с Мясниковым «почти год», Мясникову писал даже лично Ленин, была сформирована «целая комиссия уговаривающих» во главе с Бухариным. По мнению Зиновьева, «рабочей оппозиции» «можно уже подвести итог», она, по его выражению, была не рабочей, а «антирабочей», «ликвидаторской, … которая шла в одну дверь, а попала в другую».
Зиновьев очень подробно ответил на критику Осинского, на критику Красина, много раз ссылаясь на то, что за то или иное решение выступал лично Ленин.
Далее докладчик отметил, что за истекший период была ликвидирована партия эсеров, ожидается также ликвидация организации меньшевиков.
Зиновьев призвал съезд обратить внимание на важность учителей, не резать бюджет Наркомпроса. В области борьбы с бюрократизмом он отметил, что в 1922 году имело место значительное сокращение числа служащих (правда, достоверность этих цифр вызвала у него самого сомнения). Докладчик отметил важность таких учреждений, как Президиум ВЦИК и Учраспред ЦК.
Далее он привёл несколько цитат из работ «сменовеховцев», предостерёг от смягчения «диктатуры пролетариата в форме диктатуры нашей партии».
По его мнению, в стране начался хозяйственный подъём, особо важен экспорт хлеба. Следует обратить большое внимание на экономию в госаппарате, на учёбу, «оздоровление партии, воспитание молодёжи». В заключение он выразил надежду на возвращение к работе Ленина.

### Голосование по резолюции
После перерыва делегат М. Харитонов огласил проект резолюции Съезда по отчётам ЦК. От имени 10 делегаций предложено её утвердить. Делегат Я. Полуян выдвинул две поправки. Против первой Харитонов не возражал, против второй (в которой упоминалось фактическое материально неравенство членов партии) возразил. Первая поправка утверждена без голосования, вторая отклонена голосованием.
Делегат М. Лисовский выступил со своей поправкой, призывавшей заострить вопрос на «великорусском шовинизме». Председательствующий предоставил слово Н. Бухарину, который заявил, что Съезду уже представлены тезисы по национальному вопросу, в них в том числе учтена точка зрения Лисовского. Поправка отклонена.
Резолюция принята единогласно. Весь Съезд встаёт и поёт «Интернационал».
Делегат М. Харитонов предлагает «коротенькую» резолюцию по докладу Ревизионной комиссии: «доклад утвердить, а конкретные предложения передать в организационную комиссию». Принято.
Зачитано заявление кандидата в члены ЦК А. Бубнова в Президиум XII съезда. В нём Бубнов заявлял о своей приверженности единству партии и, несмотря на то, что ранее принадлежал к «группе демократического централизма», отвергал причастность к «анонимной платформе», распространявшейся перед съездом.
Зачитано заявление Ф. Махарадзе, также направленном в Президиум. Он заявлял, что обвинения в закрытии границ Грузии для голодающих Поволжья — «неправда», они закрывались только для беженцев греков и армян, следующих через Батуми в Константинополь, согласно «категорическому предложению» наркоминдела РСФСР не пропускать их в Константинополь. Проект же «о кордонах» предлагался грузинским коммунистом Гегечгори, единомышленником «сталинца» Орджоникидзе.
В ответном заявлении самого Г. Орджоникидзе (которое также зачитал председательствующий), заявлено что границы Грузии закрывались всё же «абсолютно для всех» беженцев, «смешно говорить, что армяне из Советской России и Советского Закавказья бегут через Батум к туркам в Константинополь. Полагаю, всем известно, что как раз происходит обратное: армяне бегут из Константинополя от турок к нам, спасая себя от резни в Турции». Декрет же о кордонах принят «на основании распоряжения» Махарадзе и Окуджавы, принят на заседании Совнаркома Грузии от 29 сентября 1922 года под председательством Кавтарадзе (все эти лица были политическими противниками группы Сталина — Орджоникидзе, Сталин называл их «национал-уклонистами»), отменено благодаря протесту секретаря Заккрайкома Орахелашвили.
Также поступило заявление делегата К. Цинцадзе, которое из-за его длины председательствующий предложил не оглашать, а приложить к протоколу. Предложено запретить всем издательствам выпускать протоколы съезда, пока они не будут официально изданы его редакционной комиссией. Все предложения председательствующего приняты.

## Дневное заседание 20 апреля
Председательствующий Рудзутак.

### Доклад ЦКК
Для отчёта ЦКК (партийные контрольные органы) слово предоставлено М. Шкирятову. Шкирятов заметил, что итоги работы губернских контрольных комиссий подвести трудно, так как «на местах аппарата не было».
Касаясь прошедшей чистки, докладчик заявил, что ряд членов партии её не проходили «по уважительным причинам», другие опоздали с обжалованием. Таких набралось 844 по губернским контрольным комиссиям и 177 по центральной. Итого из 1019 (так в тексте) человек восстановлено 470, исключённых из партии в момент чистки «по ошибке».
По описанию Шкирятова, работа ЦКК носила в данном случае «апелляционный» характер по отношению к губернским контрольным комиссиям, всего ЦКК рассмотрела подобных апелляций 1413, из них 975 рассмотрены на местах и 177 в самой ЦКК. Многие из этих дел — «мелкие», касающиеся исчисления партстажа (постановлением ЦК этим вопросом занималась только Центральная контрольная комиссия). Для расследования же серьёзных вопросов при ЦКК имеется следовательская часть. Всего следователей 7, из них только один имеет партстаж с 1920 года, «остальные старше».
Шкирятов подробно описал работу ЦКК во время чистки, описал взаимодействие с ГПУ и конфликтной комиссией ПУРа, призвал обратить внимание на то, что в состав «миссий», в частности «Бюро заграничных ячеек», не попадали «негодные люди». Докладчик также указал, что при рассмотрении жалоб ЦКК всегда вызывает самих исключённых.
Касаясь «цифровых данных» о причинах исключения, докладчик остановился на группе «разное». Он заявил, что «эпидемический характер» приняли различные поручительства и хлопоты за различных арестованных, хотя те зачастую «не только никакого отношения к партии не имеют, но враждебно относятся к Советской власти».
По данным Шкирятова, большинство исключений были проведены по причине пьянства, доходившего до такой степени, что «граничило с разложением нашей партии». В этой связи докладчик высказался также против банкетов, назвав их «банкетной эпидемией».
В качестве других причин упомянуты «склоки шкурнического содержания», также случаи уголовного характера, которые «начались всерьёз лишь вместе с нэпом».
По неполным данным с 63 губерний исключено 8 тыс. человек (из 400 тыс. членов партии), итого за год исключено около 12 тыс.
Председательствующий предложил прений по докладу не открывать, перенести в секцию по организационному вопросу.
Делегат Ю. Мышкин предложил открыть «небольшие прения — часа на два» по вопросу о контрольных комиссиях. Отклонено.
Слово предоставлено С. Косиору. Он от имени Президиума предложил съезду признать работу ЦКК «правильной», а доклад «удовлетворительным». Принято единогласно.

### Доклад Коминтерна
После перерыва с докладом от Коминтерна выступил Н. Бухарин, съезд встретил его аплодисментами.
По мнению Бухарина, Коминтерн (III Интернационал) возглавил мировое революционное движение, к рабочим Европы и Америки присоединяются «сотни миллионов колониальных и полуколониальных рабов», что означает «бесконечное разнообразие условий борьбы». Докладчик поставил на первое место мировую экономическую конъюнктуру, из которой должны вытекать международные государственные отношения и «генеральная тактическая линия» ИККИ.
Докладчик заявил, что капитализм вступил в эпоху распада и «изживает себя». «Империалистская война» (Первая мировая война) вызвала грандиозные разрушения. Так, за период 1913—1919 мировая выплавка чугуна упала на 34,4 %, производство хлопка на 30,2 %, производство пшеницы на 38,5 %. Международные связи прервались, в Европе имеет место «полная балканизация». Из мировой торговли выпали целые области, в частности Россия и «некоторые области Центральной Европы», а центр международной экономической жизни переместился из Европы в США и отчасти в Японию.
В 1919—1920 годах имелся «первый период» политического обострения в форме «колоссальных» стачек в Англии, рабочих восстаний в Германии; в Италии даже имели место захваты рабочими фабрик. Стачечная волна захватила также Францию и Японию. Так, во Франции в 1920 году в забастовках приняло участие 2 493 000 чел., тогда как в 1915 году — только 9 тыс. Однако выступления в Англии, Германии, Центральной Европе и Италии потерпели поражение.
В 1920 году, по словам Бухарина, начался «второй период» в форме мирового кризиса, который начался в Японии и затем перекинулся в США. С 1922—1923 годов началось определённое экономическое оживление, достигнутое, в частности, благодаря «экспроприации части зарплат рабочего класса». Бухарин привёл цифры, показывающие падение реальной заработной платы в США с июня по декабрь 1921 года.
Бухарин описал «САСШ» (США), как «автаркическую самостоятельную единицу», которая отгородилась от Европы, и в первую очередь от Германии, заградительными пошлинами. Америка сама имеет необходимые ресурсы — «пшеницу, сталь, уголь» и дополнительные рынки в Южной Америке.
В «грабительских странах» Европы (Англия, Франция и Бельгия) наблюдается «незначительное улучшение», тогда как в Германии, Австрии, Польше и Венгрии нарастает дезорганизация. В Японии и Индии ещё не изжит кризис 1921 года.
Положение Германии остаётся тяжёлым, имеет место гиперинфляция, сопоставимая с обесцениванием советского рубля во время Гражданской войны. По мнению неоднократно цитировавшегося Лениным «известного английского экономиста» Кейнса, обесценивание германской марки повлечёт за собой социальную катастрофу.
По данным за первые месяцы 1923 года, подъём международной экономики, за вычетом США, остаётся незначительным. Во Франции даже имеет место падение. Наблюдается рост в Англии и Чехословакии за счёт того уголь из этих стран занял на рынке место угля из Рура (его экспорт затруднён из-за Рурского конфликта).
Бухарин привёл цифры о росте безработицы в ряде стран Европы, в частности, в Италии 382 тыс. безработных, в Германии 5,7 %, в Англии 11,8 %.
Бурный подъём имеет место только в США, однако в силу их «изоляции», он вряд ли продержится долго. В целом состояние мировой экономики остаётся тяжёлым, кроме того, «смычка» между отдельными её частями нарушена. Всё это — последствия войны.
Имеет место целый ряд конфликтов между мировыми державами. Между Францией и Англией — из-за вопроса о военных долгах, вооружениях, репарациях и из-за Ближнего Востока. Между Англией и США — из-за военных долгов, английских колоний и также Ближнего Востока. Имеет место также конкуренция США и Японии, США, кроме того, недовольны иммиграцией японских рабочих. США и Франция также спорят из-за отношения к побеждённой Германии.
Имеется целый ряд более мелких конфликтов. Напряжёнными остаются отношения Франции и Германии.
Все эти конфликты должны повлечь за собой рост «милитаризма», однако в военные расходы в 1922 году даже упали по сравнению с 1921 годом, что не должно обманывать. Имеет место громадный технический прогресс вооружений, в частности, мощность авиационных моторов с 1913 года увеличилась в 10 — 32 раз. Ведутся даже разработки беспилотных аэропланов и аэропланных пушек. Во Франции разрабатываются «телебомбы» «вуазен».
В области артиллерии разработаны сверхдальние орудия («150 вёрст»). Появились «автоматические пистолеты», в частности, «пистолет Томпсона» в Америке. Разрабатываются новые отравляющие вещества. В институте Пастера появились первые образцы бактериологического оружия.

После того, как прочтёшь такую сводку, у каждого коммуниста, естественно, возникает мощный порыв к беспощадной борьбе с этими истребителями человечества, иначе, совершенно ясно, мы будем иметь не только такое положение, когда наша республика, Советская республика, будет подвержена ударам, но когда наше ближайшее поколение принуждено будет, одичав, обросши волосами, пахать землю в какой-нибудь Южной Африке.

Бухарин обратил внимание на Восток. По определению Ленина, Россия лежит «между двумя гигантскими мирами»: Западом и Востоком. Из населения Земли в 1700 млн чел. на Китай приходится 411 млн, на Индию 320 млн, тогда как на Англию всего 46.
В Японии имеет место «канун 1905 года», значительное крестьянское брожение имеет место в Индии, продолжаются вооружённые столкновения с англичанами и бойкот английских товаров. В Китае продолжается гражданская война различных «губернаторов» друг с другом. Основной революционной силой Востока является крестьянство. Вместе с тем численность рабочих в Китае и Индии заметно возросла, в Китае возникло собственное стачечное движение.
Единственной азиатской империей является Япония, в которой «уже появился фашизм…явление это нужно запомнить».
Значительное революционное брожение наблюдается также в Голландской Индии (Индонезии).
Положение рабочих в Европе, по словам Бухарина, ухудшается. Особенно угрожающей является ситуация в Германии, фактически стоящей на грани голода. В то время, как в Германии реальная заработная плата квалифицированного рабочего падает, в России она растёт.
Реакцией на кризис стало распространение фашизма. В Италии фашисты уже пришли к власти. В Германии появилось множество фашистских групп, в первую очередь «национальные социалисты» (так в тексте) Гитлера и «организация Оргеша» (имеется в виду одна из предшественниц НСДАП, организация Эшериха, официально распущенная в 1921 году). Во Франции появилась собственная фашистская организация во главе с генералом Бальфурье. Аналогичные структуры появились в Швеции («союз охотников»), Греции («фалангиты») и даже в США.

Характерным для методов фашистской борьбы является то, что они больше, чем какая бы то ни было партия, усвоили себе и применяют на практике опыт русской революции. Если их рассматривать с формальной точки зрения … это полное применение большевистской тактики и специально русского большевизма: в смысле быстрого собирания сил, энергичного действия очень крепко сплочённой военной организации…беспощадного уничтожения своего противника, когда это нужно…Их главной целью является уничтожение основных организаций рабочего класса.

Бухарин подробно остановился на Рурском конфликте, описал стачечное движение в ряде европейских стран и в США в 1921-22 годах.
Значительное влияние сохраняют социал-демократы, в первую очередь Амстердамский интернационал профессиональных союзов.
В то же время в Коминтерне числится 55 партий численностью до 2 млн чел., издаются 979 газет. Значительной силой является коммунистический Профинтерн, однако он уступает социал-демократическому Амстердамскому Интернационалу (в частности, на 1923 год, по данным Лозовского, в Профинтерн входило до 6-7 млн рабочих, в Амстердамский Интернационал — до 20 млн). Значительную роль играет также Комсомол.
Социал-демократическое движение, по мнению Бухарина, медленно распадается по ряду причин. Докладчик также выступил в пользу тактики единого фронта, привёл ряд аргументов. Далее он описал положение дел в отдельных странах (в частности в Югославии ряд рабочих перешли от коммунистов к национал-социалистам, во Французской компартии имелось до пяти основных фракций), остановился на Франкфуртской конференции.
В Америке коммунистическое движение поддерживали в основном иммигранты, после войны основана легальная партия.
Основными недостатками партий Коминтерна, по мнению Бухарина, являются недостаточная квалификация «штабов», склонность к догматизму и недостаток эластичности, «недостаточная зрелость в плане интернационализма». Имеются недостатки и в самом ИККИ — недостаточная связь с партиями, низкая квалификация уполномоченных ИККИ, «перегрузка партий директивами». Многие важные решения принимаются без предварительного обсуждения в соответствующей национальной секции, что вызывает недовольство.
В систему Коминтерна входит также Профинтерн, КИМ и Спортинтерн. Докладчик привёл подробные цифры и в заключение выразил уверенность, что «тяжёлая масса миллионов» повернёт орудия против «капиталистических владык» (аплодисменты).
По предложению председательствующего прения по докладу открыты не были. Слово предоставлено Каменеву, предложившему Съезду краткую резолюцию с одобрением деятельности делегации РКП в Коминтерне. Принято единогласно.
В Президиум была подана записка С. Лозовского с уточнением ряда приведённых Бухариным цифр и своим взглядом на Франкфуртскую конференцию.

## Вечернее заседание 20 апреля. Доклад Троцкого «О промышленности»
На трибуне под «продолжительные аплодисменты» появился Л. Троцкий. Он подчеркнул, что его выступление не является отчётным.
По мнению Троцкого, всем «рабочим государствам» придётся пройти через этап НЭПа, как уже заявлялось на IV Конгрессе Коминтерна. Продолжительность этого этапа будет зависеть от степени развития конкретной страны. В условиях же России на первое место выходят отношения города и деревни, где занято подавляющее большинство населения.
По имеющимся неточным данным Центрального статистического управления, за период 1921—1923 наблюдался заметный подъём в сельском хозяйстве и промышленности. Вместе с тем, цифры наглядно показывают, что удельный вес кустарной и ремесленной промышленности с 1913 года заметно возрос, а крупной промышленности — соответственно, сократился. Троцкий назвал этот факт исключительно важным.
По его данным, товарооборот между городом и деревней также заметно возрос: город получает «предметы личного питания», отдавая взамен «предметы личного потребления или домашнего обихода». Троцкий назвал это первым, «потребительским» этапом «смычки». На следующем этапе («производственном») деревня должна начать давать городу промышленное сырьё, получая взамен сельскохозяйственные орудия и удобрения. Пока же этого не происходит, и «оживление хозяйства» является «примитивным» (что характеризуется также большой долей кустарной промышленности).
По мнению Троцкого, рост кустарной промышленности создаёт «питательный бульон» для капитализма. Частный капитал при этом практически не проник в крупную и среднюю промышленность, но преобладает в торговле. Частный торговый капитал сможет создать «смычку» с кустарями и неразвитым крестьянским рынком.
В промышленности наблюдается подъём, однако в целом она, как и транспорт, работает в убыток государству.

Отдельные отрасли промышленности у нас, правда, хвалятся прибылью. Об этом я ещё кое-что скажу позже. Кое-где она может быть и есть, а кое-где её производят на свет при помощи сложных и таинственных арифметических упражнений, которые новая ЦКК вместе с Рабкрином, надеюсь, рассмотрят, как следует быть. (Смех.) Но в общем и целом лёгкая и средняя промышленность питалась за счёт бюджета, а бюджет, главным образом, за счёт крестьянского хозяйства…в убыточности, самой по себе, нет ещё ничего угрожающего. Чтобы быть ещё более точным, скажу: немыслимо было иначе, нельзя было сразу начать с прибыли. Конечно, мы хватили через край, убыток мог бы, несомненно, быть меньше. Но нельзя было полумёртвой промышленности начать с прибыльной работы.

Троцкий подчеркнул, что «командные высоты» в экономике остаются и останутся в руках государства. По словам докладчика, Россия переживает лишь первый период хозяйственного оживления: преодолевается то, «что меньшевики злорадно называли аграризацией» (массовый исход населения из голодающих городов во время Гражданской войны), начался рост заработной платы рабочих. Вместе с тем из сказанного он сделал вывод, что от хозяйственного оживления пока что выигрывает частный капитал, торговый и кустарный, мелкая и лёгкая промышленность, «а мы на растопку нашей большой машины затратили известную часть нашего основного капитала». В защиту своего мнения он сослался на работу Ленина «Развитие капитализма в России» и работу Халатова «О заработной плате» с предисловием Рыкова.
Троцкий заявил, что главной задачей второго периода НЭПа является налаживание нормальных производственных отношений города и деревни («смычка города с деревней»). Вместе с тем, по данным комиссии внутренней торговли Лежавы, на начало 1923 года крестьянин за потребляемые им промышленные товары (мыло, керосин, спички и т. д.) платит на 167 % больше, чем в 1913 году, то есть за то же количество товаров отдаёт вместо 1 фунта хлеба 2,67 фунта. Через три месяца ситуация только усугубилась, коэффициент повысился с 167 % до 175 %.
Докладчик наглядно продемонстрировал цифры на диаграмме, показывающей, что цены на промтовары с августа 1922 года начали расти, а на продовольственные — падать. Получившуюся на диаграмме «раскаряку» (слово употреблено докладчиком) Троцкий назвал «ножницами».
Троцкий остановился на работах Ларина, указал, что Советская Россия существует не в идеальных условиях, «не на изолированном острове», и в реальности имеет место контрабанда, которая будет становиться тем настойчивее, чем выше «разница цен». По его мнению, существующие «ножницы» объективно подрывают «смычку». С целью сближения цен следует обратить внимание на экспорт хлеба, который объективно содействует повышению сельскохозяйственных цен, однако в существующих условиях может начаться очередная хлебная блокада. В то же время, по данным Троцкого, Европе деваться некуда и ей придётся покупать российский хлеб: единственной альтернативой ему является американский хлеб, но за него разорённой войной Европе платить нечем.

Вы знаете, что мировое золото Америка за последнее десятилетие у себя собрала. Европа ей должна свыше 20 млрд руб. золотом и не может, кроме Англии, даже процентов платить. Тем более Европа не может, не рискуя окончательно погубить свою валюту, уплачивать золотом за американский хлеб; она могла бы платить только продуктами промышленности. Но беда в том, что Америке от Европы ничего не нужно: ни средств производства, ни предметов потребления, ни даже предметов роскоши; на брильянты, жемчуга и пр. сейчас наложены в Америке бешеные ввозные пошлины… За наш же хлеб можно платить нам машинами и фабричными предметами потребления (последних, разумеется, мы будет брать как можно меньше)…Европа…вынуждена будет есть наш советский хлеб даже при фашизме. (Аплодисменты)

Далее Троцкий обратил внимание на несоответствие: цены на промтовары стали завышенными, однако промышленность работает в убыток. Это объясняется нерациональной организацией. В стране сохранилось оборудование по крайней мере на 75 % от довоенного производства (с соответствующими издержками), однако оно используется максимум на 25 %. Советские тресты содержат избыточный аппарат, следует прибегнуть к концентрации промышленности. На этом пути придётся пойти на массовые увольнения, однако ошибкой, по мнению докладчика, было бы маскировать безработицу, взяв на содержание фактически не работающих людей. Скрытая безработица, которая фактически становится худшей формой социального обеспечения, развращает «хозяйственный аппарат», путает статистику.
Троцкий отрицательно отозвался о распространившихся непроизводственных расходах трестов: на «культурно-просветительные задачи», шефство, «нерациональную рекламу» и др. Как пример такой рекламы, Троцкий привёл рекламу Наркомвнешторга, который в «Справочнике для агитаторов и пропагандистов» разместил сообщение об аукционе картин, бронзы, фарфора, хрусталя, ковров, «как же на самом деле, партийному агитатору без бронзы и хрусталя!». Итого в «Справочнике» на 180 страниц «полезнейшего текста» пришлось 96 страниц рекламы.
Троцкий призвал обратить внимание на отчётность, целью которой должно быть пресечение воровства. Однако в этом отношении возникают вопросы: один из трестов показал прибыль в 4 триллиона, тогда как РКИ насчитала убыток 750 тыс. руб. золотом. Докладчик привёл ряд примеров махинаций, допущенных на ряде предприятий: Моссукно, Азнефть.

Прежде, во времена военного коммунизма, у нас про хищения говорили: «реквизнул». Потом пошла эпоха: «спекульнул». Я боюсь, что мы подходим к эпохе, когда станут говорить: «калькульнул» (Смех).

Троцкий констатировал, что существующая система трестов должна находиться в «подвижном равновесии» с условиями рынка, однако тресты демонстрируют центробежные («трестобежные») тенденции по отношению государству. Основой «подвижного равновесия» должна быть самостоятельная калькуляция и самостоятельный баланс на уровне отдельных заводов, входящих в трест.
Докладчик упомянул о комиссии ЦК под председательством Рыкова; это комиссия обнаружила, что в лёгкой промышленности наблюдается улучшение качества, повышение производительности труда и заработных плат при значительном отставании тяжёлой промышленности. Отсюда Троцкий сделал вывод о необходимости «выравнивания фронта», «не допускать того, чтобы спазмы пока ещё неустойчивого, капризного рынка определяли заработок различных отраслей промышленности».
Троцкий обратил внимание на вопрос финансирования промышленности. По его мнению, оно должно быть сосредоточено в руках Торгово-промышленного банка, фактически являвшегося специализированным филиалом Госбанка, «кто финансирует — тот командует». По вопросу внешней торговли Троцкий высказался в пользу её монополии на плановых началах.
Троцкий выразил уверенность в «развитии социализма в России», так как, во-первых, сохраняется власть партии, «подкреплённая Красной армией», во-вторых, средства производства национализированы и, в-третьих, сохраняется монополия внешней торговли. Оправдывая необходимость этой монополии, Троцкий сравнил экономические показатели СССР и США. При примерно одинаковом населении «годовой доход» СССР составлял 5 млрд золотых рублей, США — 130 млрд, или, на душу населения, «считая и младенцев», 38 и 1300 руб. соответственно. Промышленных капиталовложений насчитывалось соответственно, 2,5 млрд против 90 (то есть в 36 раз больше). Золотой резерв США, по данным докладчика, составил 6,4 млрд золотых рублей, то есть 40 % мирового золота (при всего 2,5 млрд промышленных капиталовложений в СССР).

Так ли трудно им купить нас с потрохами? Они могут в один год своим долларом убить всякие шансы на социалистическое развитие нашей страны. Поэтому для нас монополия внешней торговли…при нашей бедности и при их богатстве есть такое же незыблемое правило…как диктатура нашей партии и национализация средств производства. Одно без другого падает.

Троцкий предостерёг против фактической отмены монополии внешней торговли под видом её «усовершенствования».
Троцкий обратился к вопросу о плановой организации народного хозяйства, констатировал, что централизованное планирование главков периода военного коммунизма оказалось неудачным, и пришлось выпускать «дьявола рынка». Основой планового начала, по его мнению, являются армия, транспорт и тяжёлая промышленность.
Троцкий обратил внимание на такое явление, как кризисы вследствие перекосов при планировании чрезмерного развития одних отраслей при недостаточном развитии других. В 1921 году имел место топливный кризис («промышленность пустили слишком широко, топлива не хватило, получился страшный отбой»), в 1922-м кризис сбыта («рынок узок, ёмкость рынка мала», но также «у нас не было торгового аппарата»), в 1923-м — кризис сырья («мануфактуре не хватает сырья. Почему? Потому что она его „прокалькулировала“»).
Вместе с тем, по мнению Троцкого, до полноценных «капиталистических кризисов» эти явления пока не дорастают. Он выразил надежду, что по мере развития планового начала кризисы удастся преодолевать, по крайней мере на 5/10 — 6/10.
Троцкий обратил внимание на кризис Донбасса, проистекший от того, что он был вынужден отпускать продукцию по твёрдым ценам, а закупать по рыночным, что осталось незамеченным для планирующих органов.
Докладчик назвал самым важным проектом электрификацию, которая со временем должна стать основой всей промышленности и сельского хозяйства, но на 1923 год её положение ещё скромное, и, по выражению Будённого, требуется также и «конефикация», «как очень важный фактор сельского хозяйства и Красной Армии». Также докладчик указал на важность тракторостроения.
Троцкий несколько раз повторил, что планирование означает предвидение, заглядывание вперёд, хотя бы и в условиях рынка. Основным органом, «главным командованием» и «главным штабом» хозяйства должен стать Госплан. По мнению Троцкого, Госплан должен тщательно согласовать различные части плана, однако сам «командовать» не должен. Непосредственным управлением занимается СТО (Совет Труда и Обороны).
Троцкий выразил уверенность, что со временем плановые элементы хозяйства разовьются настолько, что поглотят рынок, новую экономическую политику заменит «новейшая» экономическая политика.
Троцкий сослался на исследование, розданную делегатам брошюру «Вопросы организации государственной промышленности на частном примере Подмосковного бассейна». Авторы указывали плюсы советского строя, которые, по их мнению, выглядели так: 1). Плановая организация, 2). возможность централизованно то поддерживать промышленность за счёт сельского хозяйства, то наоборот, 3). государственное перераспределение между отраслями промышленности , 4). перераспределение между предприятиями внутри одной отрасли, 5). возможность гибко перераспределять заводы между трестами, 6). возможность «предоставлять промышленности кредит» за счёт заработной платы рабочих. Однако при этом промышленность терпит убыток.
Троцкий объяснил это тем, что правления трестов и директора предприятий не чувствуют себя хозяевами. При этом он заметил, что при капитализме предприятиями всё равно руководят не хозяева, а наёмные специалисты, однако промышленность в убыток не выходит. Отчасти это объясняется непомерными расходами на содержание различных главков.
Докладчик раскритиковал уже фактически уничтоженную «рабочую оппозицию», называвшую госаппарат «аппаратом эксплуатации рабочего класса». По мнению Троцкого, один из осколков оппозиции, группа «рабочей правды», является «рабочей кривдой», и возвращается к махаевщине.
Троцкий высказал мнение, что эффективных директоров предприятий следует поощрять, хотя и их вознаграждение всё равно не должно увеличиваться выше какого-то предела. На данный же момент, согласно обследованию комиссии Куйбышева, изучившей положение дел в 28 трестах (в основном, московских), ситуация в «ряде» из них является тяжёлой, что объясняется неумелым подбором состава правлений. Роль парткомов при подборе оценивается, как пассивная и незначительная. Ответственность за результаты подбора распылена и фактически её не несёт никто.
Докладчик высказал опасения напора «капиталистической стихии» и указал на приближение так называемого «первоначального социалистического накопления». Это выражение впервые было употреблено сотрудником Госплана Смирновым. В заключение Троцкий выразил уверенность в успешном преодолении бедности, нищеты, неумелости и рабства. Делегаты встретили это заявление «бурными, долго не смолкающими» аплодисментами.
А. Енукидзе сделал объявление об организации четырёх секций: по организационному вопросу (В. Молотов), по ЦКК и РКИ (Ф. Дзержинский), по работе в деревне (В. Куйбышев) и по агитпропу (А. Бубнов).

## Дневное заседание 21 апреля
Председательствующий Рудзутак

### Прения по докладу Троцкого
По выражению И. Смилги, Троцкий выступил «с обычным для него блеском», однако по поводу его аргументации возникли вопросы. Смилга заявил, что поддержка мелкой промышленности на данном этапе является необходимой, так как она лучше всего сохранилась, быстрее приспосабливалась к новым условиям. О монопольном положении крупной промышленности говорить пока что не приходится («перспектива очень долгая»). По мнению выступавшего, особо важной для установления «смычки» с крестьянином пока что является промышленность именно мелкая и кустарная.
Возвращаясь с красочно изображённым Троцким «ножницам цен», Смилга указал, что на предыдущем, начальном этапе НЭПа картина фактически была обратной: в условиях послевоенной нищеты промышленность была вынуждена сбывать свою продукцию деревне по заниженным ценам. С осени (1922 года) благодаря новому урожаю соотношение начало меняться уже в пользу города. Кое-где, впрочем, по выражению Смилги, уже имеет место «третий период» (опережающий рост цен на хлеб), однако пока он «неясен». Главный вывод, по его мнению — отношения города и деревни с началом НЭПа приняли «крайне неустойчивый, конвульсивный характер» с перекосами то в одну, то в другую сторону.
Смилга согласился с Троцким в том, что для понижения цен на хлеб без подрыва крестьянских хозяйств требуется форсировать хлебный экспорт, в отношении же промышленности требуется концентрация, так как иначе накладные расходы «чрезвычайно велики».
По вопросу о плановом ведении хозяйства Смилга заметил, что имеются продовольственный и топливный планы, которые практически целиком выполняются, в перспективе разрабатывается транспортный план.
Председательствующий дополнительно предоставил Смилге 5 минут.
Смилга заявил, что с не следует торопиться с изживанием НЭПа, на данном этапе ещё не закончилась борьба с печальными последствиями военного коммунизма.
Делегат Л. Хинчук не стал спорить с выводами Троцкого, однако указал на недостаточно освещённый им вопрос о кооперации (потребительская, сельскохозяйственная и производственная). В сети потребкооперации насчитывается 24 657 обществ и более 35 тыс. лавок.
Делегат П. Богданов заявил, что «постановка вопроса» о НЭПе у Зиновьева «правильнее», чем у Троцкого. На данном этапе особо важной является мелкая и кустарная промышленность. С одной стороны, в качестве налогоплательщика она наполняет бюджет и, с другой стороны, предъявляет спрос на металл и другие изделия крупной промышленности.
Положение с топливом и сырьём, по мнению Богданова, всё ещё тяжёлое. Только начался отказ от «дровяного топлива», по ряду отраслей требуется участие иностранного капитала, «о котором т. Троцкий ничего не сказал».
Оптовая торговля на 73 % находится в руках государства, тогда как на первом этапе НЭПа имела место бессмысленная конкуренция между отдельными предприятиями, теперь же её сменяет синдицирование (объединение предприятий в синдикаты и тресты), что выступавший счёл положительным явлением. По вопросу же снижения накладных расходов Богданов заявил, что синдикаты и тресты стараются их снизить, однако до половины этих расходов составляют налоги, железнодорожные тарифы и прочие расходы, которые от них не зависят.
Делегат М. Рухимович указал, что имевшиеся до сих пор попытки организовать плановое хозяйство фактически провалились, хотя действительно определённые планы, как указал Смилга, всё-таки имеются (топливный, продовольственный). Рухимович также указал, что лозунг концентрации производства в определённых случаях также пока остаётся оторванным от реальности.

Мы, правда, не будем выступать здесь в смысле пораженческого настроения, что у нас ничего не сделано. У нас в области хозяйственно-производственной много сделано, но мы могли бы в несколько раз больше сделать, если бы каждый был ответственен за то, что он делает.

Рухимович прямо согласился с тезисом Ленина, что «аппарат не наш», и призвал обратить «ножницы Троцкого» «для срезывания кое-каких аппаратов». В частности, по его мнению, бессмысленной организацией является Рабкрин. Также выступавший согласился с Троцким, что партия пока что не занималась подбором сотрудников на производство.
Делегат А. Андреев согласился с тезисами Троцкого, однако указал на положение дел в профсоюзах. Принята директива о приостановке роста заработной платы в тех отраслях, где достигнут средний уровень. В то же время заработная плата составляет лишь около 50 % от довоенной. 40 % доходов транспортных работников являются нелегальными (взятки и хищения грузов).
Загрузка предприятий составляет лишь 30 %, затраты топлива на 69 % выше довоенных. Андреев согласился с Троцким, что для борьбы с этими явлениями требуется концентрация производства.
Число квалифицированных рабочих значительно упало, накладные расходы высоки, имеет место «трестомания» (на 840 тыс. рабочих приходится 459 трестов). 59 % трестов объединяют лишь 500 рабочих, «это маленькое предприятие, а не трест».
Делегат В. Чубарь, не вполне согласился с замечанием Троцкого, что «мы бедны», по его словам, «мы в то же самое время не спустились ниже», отметил, что рынок требует наиболее дешёвой продукции, что противоречит задаче «восстановления крупнейших предприятий», высказал свои комментарии по поводу «калькуляции», недостаточное использование которой, по мнению Троцкого, способствует воровству.
Делегат Г. Ломов также обратил внимание на практические трудности внедрения «калькуляции», указал на необходимость создания «определённого настроения», привлекающего «спецов на завод».
Делегат М. Владимиров заявил, что положение дел даже ещё тяжелее, чем «тяжёлая характеристика», данная Троцким (ножницы цен), указал на нарастающее укрепление частного капитала в торговле как города, так и деревни.
Делегат Х. Раковский высказал свои предложения по поводу предполагавшегося окончательного проекта резолюции. По его выражению, на Украине существуют два «уклона»: первый, вслед за «рабочей оппозицией», заключается в негативном отношении к НЭПу, второй — в ожидании мировой революции.
Л. Красин согласился со словами Троцкого о том, что страна крайне обнищала за годы войны, и прямо заметил, что для восстановления крупной промышленности необходимо «первоначальное накопление капитала», которое в Англии, по его выражению, означало огораживания, уничтожение ткацких предприятий в Индии (и, как следствие, голод), массовое ограбление колоний. Красин выразил надежду на то, что подобное финансирование возможно получить за границей в виде займов, высказался в пользу концессий.
Председательствующий предоставил ему дополнительно четыре минуты, съезд проголосовал предоставить ещё сверх того 5 минут.
Красин заявил, что Франция и Италия, признав свои долги Англии и Америке, прямо заявили, что не будут платить. В то же самое время Англия платит Америке в порядке «ловкого дипломатического хода», чтобы привлечь американцев в союзники.
Замечание Красина, что «например, 10 млрд займа» помогли бы оздоровлению экономики, съезд встретил аплодисментами.
Делегат А. Вайнштейн заявил, что при отдалении от Москвы (в частности, в Оренбурге, «центре Киргизской республики») наблюдается тенденция к доминированию частного капитала в торговле.
Делегат А. Юркин высказал свои соображения по поводу координации «производственных ячеек», трестов, заводоуправлений, высказался против закрытия нескольких заводов в рамках концентрации производства, обратил внимание съезда на тот факт, что в СССР, в отсутствие от капитализма, не ведутся исследования, что востребовано рынком, а что нет, и «имеется большая заваль на наших складах».
Делегат М. Лядов скептически отнёсся к планам Красина привлечь иностранные займы, заметив, что тогда от СССР также потребуют изменения «условий охраны труда, условий зарплаты». По его мнению, государственные тресты «забыли, что являются приказчиками одного хозяина», и начинают конкурировать между собой. Также делегат заявил, что между различными государственными предприятиями (в частности, между железнодорожниками и заводами) должен исчезнуть «наличный расчёт», их необходимо перевести «на государственное снабжение». В то же время лёгкая промышленность должна работать на хозрасчёте.
Нам безразлично, если какая-нибудь конфетная или папиросная фабрика будет работать с убытком. Она прогорит и закроется. Нам важно, чтобы работал без перебоев Донбасс, чтобы работал без перебоя Баку, работали без перебоя наша Гомза, вся транспортная промышленность, вся наша металлургия, и всё, что мы можем извлечь из наших скудных средств, должно быть направлено ударным порядком в эту отрасль промышленности.
В. Ногин высказался против заявления Лядова о том, что будто бы «спецы» ведут лёгкую промышленность к разорению, по поводу «ножниц цен» обратил внимание на резкое сокращение посевов технических культур.
Согласно цифрам, приведённым Ногиным, в Америке и Англии фактически тоже наблюдаются «ножницы цен», в самой же России цена на хлеб упала вследствие большого урожая.
Съезд прекратил прения, председательствующий зачитал последнюю сводку о состоянии здоровья Ленина.

## Вечернее заседание 21 апреля
Председательствующий Каменев

### Заключительное слово Троцкого по докладу «О промышленности»
На трибуне под «громкие, продолжительные аплодисменты» появляется Троцкий. Кинооператор зажигает «бенгальские огни» для съёмки.

Троцкий. Я не могу начать, пока не прекратятся эти бенгальские огни.

Троцкий отметил, что Россия является особенной страной, находящейся между Европой и Азией («Евразией»), и сочетающей в себе множество переходных ступеней и противоположностей. Эта «противоречивая хозяйственная структура» была крайне «деформирована» войной, сначала «империалистической», а затем гражданской. Эксперименты военного коммунизма «подморозили» товарообмен, который затем при НЭПе «отогрелся». В первую очередь это началось с «хозяйственной периферии» (кустарей), затем лёгкой промышленности.
Рост кустаря (само по себе явление «прогрессивное») вместе с тем создаёт опасность его «смычки» не с государственной кооперацией, а с кулаком, с частным торговым капиталом.
Троцкий высказал свои возражения к выступлениям в прениях Богданова и Смилги. Комментируя выступление Чубаря, он также процитировал тезисы ЦК, указывающие на то, что «взаимоотношения между лёгкой промышленностью и тяжёлой никак не могут разрешаться только рыночным путём».
Также детально Троцкий остановился на выступлениях Рухимовича, Андреева и Ногина.

т. Ломов обвинил меня в «роковом противоречии»…цена продукции страшно высока, а потом оказалось, что промышленность даёт убыток…нет, т. Ломов, это противоречие нашей промышленности, а не Троцкого (Смех. Аплодисменты).

В заключение Троцкий заявил, что «все наши надежды на развитие социалистического хозяйства» основаны на четырёх элементах: «диктатуре партии», Красной армии («необходимое орудие этой диктатуры»), национализация средств производства и монополия внешней торговли. Численность РККА доведена до 610 тыс. чел., в основном это кадровая армия, опирающаяся на «тяжеловесные резервы».
Съезд принял за основу тезисы, изложенные Троцким, для выработки резолюции сдано в комиссию. Утверждён состав комиссии.

### Доклад председателя Мандатной комиссии Л. Кагановича
Л. Каганович привёл подробную внутрипартийную статистику: 386 тыс. членов РКП(б). 49,7 % делегатов имеют низшее образование, Рабочих 53 %.
Н. Семашко огласил новый бюллетень о состоянии здоровья Ленина.
Председательствующий огласил заявление К. Ворошилова по поводу комментариев, сделанных Сталиным в его адрес.

## Заседание 23 апреля

### Доклад А.И.Рыкова «О районировании»
А.И.Рыков заявил, что будущее районирование государства «должно будет покоиться на организации областей… Более того: я лично совершенно убеждён в том, что дальнейшее развитие хозяйственной жизни нашей страны чем дальше, тем больше будет покоиться на всё большей спецификации отдельных районов на тех или других хозяйственных и экономических задачах. Это относится не только к Донецкому району». Он предложил в ближайший год провести эксперимент по созданию таких самоуправляющихся, более автономных в экономическом смысле регионов «в двух крупных наилучше организованных областях», имея в виду Донбасс и остальную Украину, и «организовать там областные исполнительные комитеты, предоставить им целый ряд финансовых и налоговых прав, заставить Совнарком передоверить часть функций центрального правительства областным исполкомам». Таким образом достигался бы «максимальные синтез — безусловно полнейшее использование всех сил области, всех сил района, полный учёт его местных ресурсов, специальных навыков местной культуры с теми общефедеративными и общесоюзными задачами, которые стоят перед Республикой» 
Съезд поддержал идею Рыкова, приняв резолюцию «О районировании», которая гласила: «XII съезд РКП… поручает ЦК партии новый план административно — хозяйственного деления республики провести для начала, кроме производящихся в этом направлении работ на Украине, в двух районах (промышленном и сельскохозяйственном), с организацией в них областных исполкомов. По отношению к остальным областям, национальным республикам и губерниям поручает ЦК партии ограничиться продолжением разработки плана районирования, не допуская его фактического проведения в жизнь до учёта опыта в указанных двух областях».

## Решения Съезда
Подводя итоги работы партии за два года НЭПа, съезд одобрил политическую и организационную линию ЦК, его внутреннюю и международную политику. Был дан отпор К. Б. Радеку и Л. Б. Красину, скептически отнёсшимся к возможности исключительно собственными силами справиться с восстановлением и строительством хозяйства страны и предлагавшим пойти на определённые уступки иностранцам. Съезд отверг также предложения Бухарина и Сокольникова о частичной отмене монополии внешней торговли. В соответствии с предложениями Ленина по совершенствованию советского и партийного аппарата состав ЦК партии был расширен, ЦКК и РКИ слиты; ЦКК—РКИ поручалось охранять единство партии, всемерно содействовать улучшению работы государственного аппарата, для чего рекомендовалось привлекать рабочих с производства.
При рассмотрении вопроса о промышленности были отмечены бесспорные успехи её роста, значительное улучшение положения рабочих. Но общее состояние промышленности оставалось тяжёлым. Поэтому внимание партии было обращено на вопросы планового развития хозяйства страны. В принятых съездом решениях указывалось, что только тяжёлая индустрия может явиться прочным фундаментом социалистического строительства.
Проводя линию на укрепление союза рабочего класса с крестьянством, съезд принял решения: «О налоговой политике в деревне» и «О работе РКП в деревне», В решениях съезда указывалось на необходимость вести усиленную работу по укреплению с.-х. кооперации; в качестве одной из форм укрепления влияния рабочего класса на крестьян признавалось шефство города над деревней.
Большое внимание съезд уделил национальному вопросу, руководствуясь принципами, изложенными в письме В. И. Ленина «К вопросу о национальностях или об автономизации» (декабрь 1922), которое было оглашено по делегациям съезда. Съезд подчеркнул необходимость ликвидации унаследованного от прошлого хозяйственного и культурного неравенства между народами Советской страны, призвал партию к решительной борьбе с пережитками великорусского шовинизма и местного национализма. Видя позицию ряда грузинских лидеров — Б. Г. Мдивани, М. С. Окуджавы и др., выступавших против создания Закавказской федерации. Х. Г. Раковский, Н. И. Бухарин и др. отрицали опасность местного национализма. В ходе развернувшейся на съезде дискуссии, в которой приняли участие М. В. Фрунзе, Г. К. Орджоникидзе, А. И. Микоян, М. Д. Орахелашвили, Ж. З. Элиава, А. С. Енукидзе и др., линия «национал-уклонистов» была осуждена.
Съезд уделил большое внимание работе РКП(б) среди молодёжи и женщин и принял по этим вопросам специальные решения.
В резолюции по оргвопросу съезд особо отметил значение работы Истпарта [Комиссии по изучению истории РКП(б) и Октябрьской революции].

### На Съезде избраны
Центральный Комитет: 40 членов, 17 кандидатов в члены ЦК
Центральная ревизионная комиссия: не избиралась
Центральная Контрольная Комиссия: 50 членов, 10 кандидатов в члены ЦКК

#### Персональный состав членов Центрального КомитетаРКП(б)избранный съездом
См. «Справочник по истории КПСС и Советского Союза 1898—1965»

## Интересные факты
- На XII съезде РКП(б) наряду с «гениальным вождём всемирной революции» Лениным в речах и докладах превозносятся «красный вождь Красной Армии Троцкий» и — впервые — «наши стальные вожди Каменев, Зиновьев и Сталин»[4].
- 12-й съезд называл «в сущности... последним съездом большевистской партии» Лев Троцкий[5].